# Division II i ishockey 1966-67
Division II i ishockey 1966-67 var turneringen for mandlige ishockeyhold i den næstbedste række i det svenske ligasystem. Turneringen havde deltagelse af 90 hold, der spillede om fire oprykningspladser til Division I, og om at undgå 15 nedrykningspladser til Division III.
Holdene var inddelt i fire regioner, nord (22 hold), øst (22 hold), vest (24 hold) og syd (22 hold). I alle fire regioner var holdene inddelt i to puljer med 10 eller 12 hold, og i hver pulje spillede holdene en dobbeltturnering alle-mod-alle. De otte puljevindere gik videre til oprykningsspillet til Division I, og de 1-4 dårligste hold i hver pulje blev rykket ned i Division III. I oprykningsspillet blev de otte puljevindere blev inddelt i to nye puljer med fire hold i hver, som begge spillede en dobbeltturnering alle-mod-alle. I hver af de to puljer var der to oprykningspladser til Division I på spil.
De fire oprykningspladser blev besat af:
- Strömsbro IF, der vandt Division II Øst A, og som endte på førstepladsen i Oprykningsspil Nord.
- Tegs SK, der vandt Division II Nord B, og som endte på andenpladsen i Oprykningsspil Nord.
- Tingsryds AIF, der vandt Division II Syd B, og som endte på førstepladsen i Oprykningsspil Syd.
- Färjestads BK, der vandt Division II Vest B, og som endte på andenpladsen i Oprykningsspil Syd.

## Hold
Division II havde deltagelse af 90 klubber, hvilket var fire flere end i den foregående sæson. Blandt deltagerne var:
- 4 klubber, der var rykket ned fra Division I: Färjestads BK, Hammarby IF, Malmö FF og Rönnskärs IF.
- 22 klubber, der var rykket op fra Division III: Brunskogs HC, Fellingsbro IK, Finspångs AIK, Haparanda SK, HC Dalen, Hedemora SK, Huddinge IK, Häradsbygdens SS, Hörnefors IF, IFK Trollhättan, IK Göta, IK Stefa, Kils AIK, Kågedalens AIF, Norrtälje IK, Nybro IF, Ockelbo IF, Per Ols BK, Sollefteå IK, Sågdalens SK, Tyringe SS, Östersunds IK.

Desuden var der siden den foregående sæson sket følgende ændringer:
- Bjästa IF havde fusioneret med Köpmanholmen IF og fortsatte derfor i Division II under navnet Köpmanholmen/Bjästa IF, der i daglig tale blev omtalt som KB65.
- IK Warpen havde skiftet navn til Bollnäs IS.

Klubberne var inddelt i fire regioner med 20 eller 22 hold i hver, og i hver region var klubberne inddelt i to puljer med 10 eller 12 hold i hver pulje.
| Hold i Division II 1966-67 | Hold i Division II 1966-67 | Hold i Division II 1966-67 | Hold i Division II 1966-67 | Boden Glommersträsk Haparanda Bjurfors IFK Kiruna Kiruna AIF Luleå Kågedalen Malmberget Medle Piteå Rönnskär Sundsvall Heffners/Ortviken Hörnefors Nyland Järved Köpmanholmen/Bjästa Sandåkern Sollefteå Teg Östersund Alfta Bollnäs Gävle Godtemplare Hedemora Hofors Häradsbygden Ljusne Ockelbo Strömsbro Vansbro Almtuna Norrtälje Göta, Hammarby, Huddinge, IFK Stockholm, Lidingö, Mälarhöjden, Nacka, Skuru, Sundbyberg og Traneberg Väsby Remo Enköping Fagersta Fellingsbro Arboga Westmannia Ludvika Morgårdshammar Per Ols Skultuna Surahamm. Brunskog Deje Forshaga Färjestad Grums Karlskoga Bofors Munkfors Trollhättan Viking Kil Mariestad Uddeholm Kenty Finspång Flen IFK Norrköping IK Sleipner Husqvarna Stefa Vättersnäs Nyköping Tranås Dalen Troja Malmö Norraham. Norrby Nybro Oskarshamn Skillingaryd Sågdalen Tingsryd Tyringe Öster |
| Hold                       | By                         | Hold                       | By                         | Boden Glommersträsk Haparanda Bjurfors IFK Kiruna Kiruna AIF Luleå Kågedalen Malmberget Medle Piteå Rönnskär Sundsvall Heffners/Ortviken Hörnefors Nyland Järved Köpmanholmen/Bjästa Sandåkern Sollefteå Teg Östersund Alfta Bollnäs Gävle Godtemplare Hedemora Hofors Häradsbygden Ljusne Ockelbo Strömsbro Vansbro Almtuna Norrtälje Göta, Hammarby, Huddinge, IFK Stockholm, Lidingö, Mälarhöjden, Nacka, Skuru, Sundbyberg og Traneberg Väsby Remo Enköping Fagersta Fellingsbro Arboga Westmannia Ludvika Morgårdshammar Per Ols Skultuna Surahamm. Brunskog Deje Forshaga Färjestad Grums Karlskoga Bofors Munkfors Trollhättan Viking Kil Mariestad Uddeholm Kenty Finspång Flen IFK Norrköping IK Sleipner Husqvarna Stefa Vättersnäs Nyköping Tranås Dalen Troja Malmö Norraham. Norrby Nybro Oskarshamn Skillingaryd Sågdalen Tingsryd Tyringe Öster |
| Nord                       |                            |                            |                            | Boden Glommersträsk Haparanda Bjurfors IFK Kiruna Kiruna AIF Luleå Kågedalen Malmberget Medle Piteå Rönnskär Sundsvall Heffners/Ortviken Hörnefors Nyland Järved Köpmanholmen/Bjästa Sandåkern Sollefteå Teg Östersund Alfta Bollnäs Gävle Godtemplare Hedemora Hofors Häradsbygden Ljusne Ockelbo Strömsbro Vansbro Almtuna Norrtälje Göta, Hammarby, Huddinge, IFK Stockholm, Lidingö, Mälarhöjden, Nacka, Skuru, Sundbyberg og Traneberg Väsby Remo Enköping Fagersta Fellingsbro Arboga Westmannia Ludvika Morgårdshammar Per Ols Skultuna Surahamm. Brunskog Deje Forshaga Färjestad Grums Karlskoga Bofors Munkfors Trollhättan Viking Kil Mariestad Uddeholm Kenty Finspång Flen IFK Norrköping IK Sleipner Husqvarna Stefa Vättersnäs Nyköping Tranås Dalen Troja Malmö Norraham. Norrby Nybro Oskarshamn Skillingaryd Sågdalen Tingsryd Tyringe Öster |
| Division II Nord A         | Division II Nord A         | Division II Nord B         | Division II Nord B         | Boden Glommersträsk Haparanda Bjurfors IFK Kiruna Kiruna AIF Luleå Kågedalen Malmberget Medle Piteå Rönnskär Sundsvall Heffners/Ortviken Hörnefors Nyland Järved Köpmanholmen/Bjästa Sandåkern Sollefteå Teg Östersund Alfta Bollnäs Gävle Godtemplare Hedemora Hofors Häradsbygden Ljusne Ockelbo Strömsbro Vansbro Almtuna Norrtälje Göta, Hammarby, Huddinge, IFK Stockholm, Lidingö, Mälarhöjden, Nacka, Skuru, Sundbyberg og Traneberg Väsby Remo Enköping Fagersta Fellingsbro Arboga Westmannia Ludvika Morgårdshammar Per Ols Skultuna Surahamm. Brunskog Deje Forshaga Färjestad Grums Karlskoga Bofors Munkfors Trollhättan Viking Kil Mariestad Uddeholm Kenty Finspång Flen IFK Norrköping IK Sleipner Husqvarna Stefa Vättersnäs Nyköping Tranås Dalen Troja Malmö Norraham. Norrby Nybro Oskarshamn Skillingaryd Sågdalen Tingsryd Tyringe Öster |
| Bodens BK                  | Boden                      | GIF Sundsvall              | Sundsvall                  | Boden Glommersträsk Haparanda Bjurfors IFK Kiruna Kiruna AIF Luleå Kågedalen Malmberget Medle Piteå Rönnskär Sundsvall Heffners/Ortviken Hörnefors Nyland Järved Köpmanholmen/Bjästa Sandåkern Sollefteå Teg Östersund Alfta Bollnäs Gävle Godtemplare Hedemora Hofors Häradsbygden Ljusne Ockelbo Strömsbro Vansbro Almtuna Norrtälje Göta, Hammarby, Huddinge, IFK Stockholm, Lidingö, Mälarhöjden, Nacka, Skuru, Sundbyberg og Traneberg Väsby Remo Enköping Fagersta Fellingsbro Arboga Westmannia Ludvika Morgårdshammar Per Ols Skultuna Surahamm. Brunskog Deje Forshaga Färjestad Grums Karlskoga Bofors Munkfors Trollhättan Viking Kil Mariestad Uddeholm Kenty Finspång Flen IFK Norrköping IK Sleipner Husqvarna Stefa Vättersnäs Nyköping Tranås Dalen Troja Malmö Norraham. Norrby Nybro Oskarshamn Skillingaryd Sågdalen Tingsryd Tyringe Öster |
| Glommersträsk IF           | Glommersträsk              | Heffners/Ortvikens IF      | Sundsvall                  | Boden Glommersträsk Haparanda Bjurfors IFK Kiruna Kiruna AIF Luleå Kågedalen Malmberget Medle Piteå Rönnskär Sundsvall Heffners/Ortviken Hörnefors Nyland Järved Köpmanholmen/Bjästa Sandåkern Sollefteå Teg Östersund Alfta Bollnäs Gävle Godtemplare Hedemora Hofors Häradsbygden Ljusne Ockelbo Strömsbro Vansbro Almtuna Norrtälje Göta, Hammarby, Huddinge, IFK Stockholm, Lidingö, Mälarhöjden, Nacka, Skuru, Sundbyberg og Traneberg Väsby Remo Enköping Fagersta Fellingsbro Arboga Westmannia Ludvika Morgårdshammar Per Ols Skultuna Surahamm. Brunskog Deje Forshaga Färjestad Grums Karlskoga Bofors Munkfors Trollhättan Viking Kil Mariestad Uddeholm Kenty Finspång Flen IFK Norrköping IK Sleipner Husqvarna Stefa Vättersnäs Nyköping Tranås Dalen Troja Malmö Norraham. Norrby Nybro Oskarshamn Skillingaryd Sågdalen Tingsryd Tyringe Öster |
| Haparanda SK               | Haparanda                  | Hörnefors IF               | Hörnefors                  | Boden Glommersträsk Haparanda Bjurfors IFK Kiruna Kiruna AIF Luleå Kågedalen Malmberget Medle Piteå Rönnskär Sundsvall Heffners/Ortviken Hörnefors Nyland Järved Köpmanholmen/Bjästa Sandåkern Sollefteå Teg Östersund Alfta Bollnäs Gävle Godtemplare Hedemora Hofors Häradsbygden Ljusne Ockelbo Strömsbro Vansbro Almtuna Norrtälje Göta, Hammarby, Huddinge, IFK Stockholm, Lidingö, Mälarhöjden, Nacka, Skuru, Sundbyberg og Traneberg Väsby Remo Enköping Fagersta Fellingsbro Arboga Westmannia Ludvika Morgårdshammar Per Ols Skultuna Surahamm. Brunskog Deje Forshaga Färjestad Grums Karlskoga Bofors Munkfors Trollhättan Viking Kil Mariestad Uddeholm Kenty Finspång Flen IFK Norrköping IK Sleipner Husqvarna Stefa Vättersnäs Nyköping Tranås Dalen Troja Malmö Norraham. Norrby Nybro Oskarshamn Skillingaryd Sågdalen Tingsryd Tyringe Öster |
| IFK Bjurfors               | Bjurfors                   | IFK Nyland                 | Nyland                     | Boden Glommersträsk Haparanda Bjurfors IFK Kiruna Kiruna AIF Luleå Kågedalen Malmberget Medle Piteå Rönnskär Sundsvall Heffners/Ortviken Hörnefors Nyland Järved Köpmanholmen/Bjästa Sandåkern Sollefteå Teg Östersund Alfta Bollnäs Gävle Godtemplare Hedemora Hofors Häradsbygden Ljusne Ockelbo Strömsbro Vansbro Almtuna Norrtälje Göta, Hammarby, Huddinge, IFK Stockholm, Lidingö, Mälarhöjden, Nacka, Skuru, Sundbyberg og Traneberg Väsby Remo Enköping Fagersta Fellingsbro Arboga Westmannia Ludvika Morgårdshammar Per Ols Skultuna Surahamm. Brunskog Deje Forshaga Färjestad Grums Karlskoga Bofors Munkfors Trollhättan Viking Kil Mariestad Uddeholm Kenty Finspång Flen IFK Norrköping IK Sleipner Husqvarna Stefa Vättersnäs Nyköping Tranås Dalen Troja Malmö Norraham. Norrby Nybro Oskarshamn Skillingaryd Sågdalen Tingsryd Tyringe Öster |
| IFK Kiruna                 | Kiruna                     | Järveds IF                 | Örnsköldsvik               | Boden Glommersträsk Haparanda Bjurfors IFK Kiruna Kiruna AIF Luleå Kågedalen Malmberget Medle Piteå Rönnskär Sundsvall Heffners/Ortviken Hörnefors Nyland Järved Köpmanholmen/Bjästa Sandåkern Sollefteå Teg Östersund Alfta Bollnäs Gävle Godtemplare Hedemora Hofors Häradsbygden Ljusne Ockelbo Strömsbro Vansbro Almtuna Norrtälje Göta, Hammarby, Huddinge, IFK Stockholm, Lidingö, Mälarhöjden, Nacka, Skuru, Sundbyberg og Traneberg Väsby Remo Enköping Fagersta Fellingsbro Arboga Westmannia Ludvika Morgårdshammar Per Ols Skultuna Surahamm. Brunskog Deje Forshaga Färjestad Grums Karlskoga Bofors Munkfors Trollhättan Viking Kil Mariestad Uddeholm Kenty Finspång Flen IFK Norrköping IK Sleipner Husqvarna Stefa Vättersnäs Nyköping Tranås Dalen Troja Malmö Norraham. Norrby Nybro Oskarshamn Skillingaryd Sågdalen Tingsryd Tyringe Öster |
| IFK Luleå                  | Luleå                      | Köpmanholmen/Bjästa IF     | Bjästa                     | Boden Glommersträsk Haparanda Bjurfors IFK Kiruna Kiruna AIF Luleå Kågedalen Malmberget Medle Piteå Rönnskär Sundsvall Heffners/Ortviken Hörnefors Nyland Järved Köpmanholmen/Bjästa Sandåkern Sollefteå Teg Östersund Alfta Bollnäs Gävle Godtemplare Hedemora Hofors Häradsbygden Ljusne Ockelbo Strömsbro Vansbro Almtuna Norrtälje Göta, Hammarby, Huddinge, IFK Stockholm, Lidingö, Mälarhöjden, Nacka, Skuru, Sundbyberg og Traneberg Väsby Remo Enköping Fagersta Fellingsbro Arboga Westmannia Ludvika Morgårdshammar Per Ols Skultuna Surahamm. Brunskog Deje Forshaga Färjestad Grums Karlskoga Bofors Munkfors Trollhättan Viking Kil Mariestad Uddeholm Kenty Finspång Flen IFK Norrköping IK Sleipner Husqvarna Stefa Vättersnäs Nyköping Tranås Dalen Troja Malmö Norraham. Norrby Nybro Oskarshamn Skillingaryd Sågdalen Tingsryd Tyringe Öster |
| Kiruna AIF                 | Kiruna                     | Sandåkerns SK              | Umeå                       | Boden Glommersträsk Haparanda Bjurfors IFK Kiruna Kiruna AIF Luleå Kågedalen Malmberget Medle Piteå Rönnskär Sundsvall Heffners/Ortviken Hörnefors Nyland Järved Köpmanholmen/Bjästa Sandåkern Sollefteå Teg Östersund Alfta Bollnäs Gävle Godtemplare Hedemora Hofors Häradsbygden Ljusne Ockelbo Strömsbro Vansbro Almtuna Norrtälje Göta, Hammarby, Huddinge, IFK Stockholm, Lidingö, Mälarhöjden, Nacka, Skuru, Sundbyberg og Traneberg Väsby Remo Enköping Fagersta Fellingsbro Arboga Westmannia Ludvika Morgårdshammar Per Ols Skultuna Surahamm. Brunskog Deje Forshaga Färjestad Grums Karlskoga Bofors Munkfors Trollhättan Viking Kil Mariestad Uddeholm Kenty Finspång Flen IFK Norrköping IK Sleipner Husqvarna Stefa Vättersnäs Nyköping Tranås Dalen Troja Malmö Norraham. Norrby Nybro Oskarshamn Skillingaryd Sågdalen Tingsryd Tyringe Öster |
| Kågedalens AIF             | Kåge                       | Sollefteå IK               | Sollefteå                  | Boden Glommersträsk Haparanda Bjurfors IFK Kiruna Kiruna AIF Luleå Kågedalen Malmberget Medle Piteå Rönnskär Sundsvall Heffners/Ortviken Hörnefors Nyland Järved Köpmanholmen/Bjästa Sandåkern Sollefteå Teg Östersund Alfta Bollnäs Gävle Godtemplare Hedemora Hofors Häradsbygden Ljusne Ockelbo Strömsbro Vansbro Almtuna Norrtälje Göta, Hammarby, Huddinge, IFK Stockholm, Lidingö, Mälarhöjden, Nacka, Skuru, Sundbyberg og Traneberg Väsby Remo Enköping Fagersta Fellingsbro Arboga Westmannia Ludvika Morgårdshammar Per Ols Skultuna Surahamm. Brunskog Deje Forshaga Färjestad Grums Karlskoga Bofors Munkfors Trollhättan Viking Kil Mariestad Uddeholm Kenty Finspång Flen IFK Norrköping IK Sleipner Husqvarna Stefa Vättersnäs Nyköping Tranås Dalen Troja Malmö Norraham. Norrby Nybro Oskarshamn Skillingaryd Sågdalen Tingsryd Tyringe Öster |
| Malmbergets AIF            | Malmberget                 | Tegs SK                    | Umeå                       | Boden Glommersträsk Haparanda Bjurfors IFK Kiruna Kiruna AIF Luleå Kågedalen Malmberget Medle Piteå Rönnskär Sundsvall Heffners/Ortviken Hörnefors Nyland Järved Köpmanholmen/Bjästa Sandåkern Sollefteå Teg Östersund Alfta Bollnäs Gävle Godtemplare Hedemora Hofors Häradsbygden Ljusne Ockelbo Strömsbro Vansbro Almtuna Norrtälje Göta, Hammarby, Huddinge, IFK Stockholm, Lidingö, Mälarhöjden, Nacka, Skuru, Sundbyberg og Traneberg Väsby Remo Enköping Fagersta Fellingsbro Arboga Westmannia Ludvika Morgårdshammar Per Ols Skultuna Surahamm. Brunskog Deje Forshaga Färjestad Grums Karlskoga Bofors Munkfors Trollhättan Viking Kil Mariestad Uddeholm Kenty Finspång Flen IFK Norrköping IK Sleipner Husqvarna Stefa Vättersnäs Nyköping Tranås Dalen Troja Malmö Norraham. Norrby Nybro Oskarshamn Skillingaryd Sågdalen Tingsryd Tyringe Öster |
| Medle SK                   | Medle                      | Östersunds IK              | Östersund                  | Boden Glommersträsk Haparanda Bjurfors IFK Kiruna Kiruna AIF Luleå Kågedalen Malmberget Medle Piteå Rönnskär Sundsvall Heffners/Ortviken Hörnefors Nyland Järved Köpmanholmen/Bjästa Sandåkern Sollefteå Teg Östersund Alfta Bollnäs Gävle Godtemplare Hedemora Hofors Häradsbygden Ljusne Ockelbo Strömsbro Vansbro Almtuna Norrtälje Göta, Hammarby, Huddinge, IFK Stockholm, Lidingö, Mälarhöjden, Nacka, Skuru, Sundbyberg og Traneberg Väsby Remo Enköping Fagersta Fellingsbro Arboga Westmannia Ludvika Morgårdshammar Per Ols Skultuna Surahamm. Brunskog Deje Forshaga Färjestad Grums Karlskoga Bofors Munkfors Trollhättan Viking Kil Mariestad Uddeholm Kenty Finspång Flen IFK Norrköping IK Sleipner Husqvarna Stefa Vättersnäs Nyköping Tranås Dalen Troja Malmö Norraham. Norrby Nybro Oskarshamn Skillingaryd Sågdalen Tingsryd Tyringe Öster |
| Piteå IF                   | Piteå                      |                            |                            | Boden Glommersträsk Haparanda Bjurfors IFK Kiruna Kiruna AIF Luleå Kågedalen Malmberget Medle Piteå Rönnskär Sundsvall Heffners/Ortviken Hörnefors Nyland Järved Köpmanholmen/Bjästa Sandåkern Sollefteå Teg Östersund Alfta Bollnäs Gävle Godtemplare Hedemora Hofors Häradsbygden Ljusne Ockelbo Strömsbro Vansbro Almtuna Norrtälje Göta, Hammarby, Huddinge, IFK Stockholm, Lidingö, Mälarhöjden, Nacka, Skuru, Sundbyberg og Traneberg Väsby Remo Enköping Fagersta Fellingsbro Arboga Westmannia Ludvika Morgårdshammar Per Ols Skultuna Surahamm. Brunskog Deje Forshaga Färjestad Grums Karlskoga Bofors Munkfors Trollhättan Viking Kil Mariestad Uddeholm Kenty Finspång Flen IFK Norrköping IK Sleipner Husqvarna Stefa Vättersnäs Nyköping Tranås Dalen Troja Malmö Norraham. Norrby Nybro Oskarshamn Skillingaryd Sågdalen Tingsryd Tyringe Öster |
| Rönnskärs IF               | Skelleftehamn              |                            |                            | Boden Glommersträsk Haparanda Bjurfors IFK Kiruna Kiruna AIF Luleå Kågedalen Malmberget Medle Piteå Rönnskär Sundsvall Heffners/Ortviken Hörnefors Nyland Järved Köpmanholmen/Bjästa Sandåkern Sollefteå Teg Östersund Alfta Bollnäs Gävle Godtemplare Hedemora Hofors Häradsbygden Ljusne Ockelbo Strömsbro Vansbro Almtuna Norrtälje Göta, Hammarby, Huddinge, IFK Stockholm, Lidingö, Mälarhöjden, Nacka, Skuru, Sundbyberg og Traneberg Väsby Remo Enköping Fagersta Fellingsbro Arboga Westmannia Ludvika Morgårdshammar Per Ols Skultuna Surahamm. Brunskog Deje Forshaga Färjestad Grums Karlskoga Bofors Munkfors Trollhättan Viking Kil Mariestad Uddeholm Kenty Finspång Flen IFK Norrköping IK Sleipner Husqvarna Stefa Vättersnäs Nyköping Tranås Dalen Troja Malmö Norraham. Norrby Nybro Oskarshamn Skillingaryd Sågdalen Tingsryd Tyringe Öster |
| Øst                        |                            |                            |                            | Boden Glommersträsk Haparanda Bjurfors IFK Kiruna Kiruna AIF Luleå Kågedalen Malmberget Medle Piteå Rönnskär Sundsvall Heffners/Ortviken Hörnefors Nyland Järved Köpmanholmen/Bjästa Sandåkern Sollefteå Teg Östersund Alfta Bollnäs Gävle Godtemplare Hedemora Hofors Häradsbygden Ljusne Ockelbo Strömsbro Vansbro Almtuna Norrtälje Göta, Hammarby, Huddinge, IFK Stockholm, Lidingö, Mälarhöjden, Nacka, Skuru, Sundbyberg og Traneberg Väsby Remo Enköping Fagersta Fellingsbro Arboga Westmannia Ludvika Morgårdshammar Per Ols Skultuna Surahamm. Brunskog Deje Forshaga Färjestad Grums Karlskoga Bofors Munkfors Trollhättan Viking Kil Mariestad Uddeholm Kenty Finspång Flen IFK Norrköping IK Sleipner Husqvarna Stefa Vättersnäs Nyköping Tranås Dalen Troja Malmö Norraham. Norrby Nybro Oskarshamn Skillingaryd Sågdalen Tingsryd Tyringe Öster |
| Division II Øst A          | Division II Øst A          | Division II Øst B          | Division II Øst B          | Boden Glommersträsk Haparanda Bjurfors IFK Kiruna Kiruna AIF Luleå Kågedalen Malmberget Medle Piteå Rönnskär Sundsvall Heffners/Ortviken Hörnefors Nyland Järved Köpmanholmen/Bjästa Sandåkern Sollefteå Teg Östersund Alfta Bollnäs Gävle Godtemplare Hedemora Hofors Häradsbygden Ljusne Ockelbo Strömsbro Vansbro Almtuna Norrtälje Göta, Hammarby, Huddinge, IFK Stockholm, Lidingö, Mälarhöjden, Nacka, Skuru, Sundbyberg og Traneberg Väsby Remo Enköping Fagersta Fellingsbro Arboga Westmannia Ludvika Morgårdshammar Per Ols Skultuna Surahamm. Brunskog Deje Forshaga Färjestad Grums Karlskoga Bofors Munkfors Trollhättan Viking Kil Mariestad Uddeholm Kenty Finspång Flen IFK Norrköping IK Sleipner Husqvarna Stefa Vättersnäs Nyköping Tranås Dalen Troja Malmö Norraham. Norrby Nybro Oskarshamn Skillingaryd Sågdalen Tingsryd Tyringe Öster |
| Alfta GIF                  | Alfta                      | Almtuna IS                 | Uppsala                    | Boden Glommersträsk Haparanda Bjurfors IFK Kiruna Kiruna AIF Luleå Kågedalen Malmberget Medle Piteå Rönnskär Sundsvall Heffners/Ortviken Hörnefors Nyland Järved Köpmanholmen/Bjästa Sandåkern Sollefteå Teg Östersund Alfta Bollnäs Gävle Godtemplare Hedemora Hofors Häradsbygden Ljusne Ockelbo Strömsbro Vansbro Almtuna Norrtälje Göta, Hammarby, Huddinge, IFK Stockholm, Lidingö, Mälarhöjden, Nacka, Skuru, Sundbyberg og Traneberg Väsby Remo Enköping Fagersta Fellingsbro Arboga Westmannia Ludvika Morgårdshammar Per Ols Skultuna Surahamm. Brunskog Deje Forshaga Färjestad Grums Karlskoga Bofors Munkfors Trollhättan Viking Kil Mariestad Uddeholm Kenty Finspång Flen IFK Norrköping IK Sleipner Husqvarna Stefa Vättersnäs Nyköping Tranås Dalen Troja Malmö Norraham. Norrby Nybro Oskarshamn Skillingaryd Sågdalen Tingsryd Tyringe Öster |
| Bollnäs IS                 | Bollnäs                    | Huddinge IK                | Stockholm                  | Boden Glommersträsk Haparanda Bjurfors IFK Kiruna Kiruna AIF Luleå Kågedalen Malmberget Medle Piteå Rönnskär Sundsvall Heffners/Ortviken Hörnefors Nyland Järved Köpmanholmen/Bjästa Sandåkern Sollefteå Teg Östersund Alfta Bollnäs Gävle Godtemplare Hedemora Hofors Häradsbygden Ljusne Ockelbo Strömsbro Vansbro Almtuna Norrtälje Göta, Hammarby, Huddinge, IFK Stockholm, Lidingö, Mälarhöjden, Nacka, Skuru, Sundbyberg og Traneberg Väsby Remo Enköping Fagersta Fellingsbro Arboga Westmannia Ludvika Morgårdshammar Per Ols Skultuna Surahamm. Brunskog Deje Forshaga Färjestad Grums Karlskoga Bofors Munkfors Trollhättan Viking Kil Mariestad Uddeholm Kenty Finspång Flen IFK Norrköping IK Sleipner Husqvarna Stefa Vättersnäs Nyköping Tranås Dalen Troja Malmö Norraham. Norrby Nybro Oskarshamn Skillingaryd Sågdalen Tingsryd Tyringe Öster |
| Gävle Godtemplares IK      | Gävle                      | IFK Lidingö                | Stockholm                  | Boden Glommersträsk Haparanda Bjurfors IFK Kiruna Kiruna AIF Luleå Kågedalen Malmberget Medle Piteå Rönnskär Sundsvall Heffners/Ortviken Hörnefors Nyland Järved Köpmanholmen/Bjästa Sandåkern Sollefteå Teg Östersund Alfta Bollnäs Gävle Godtemplare Hedemora Hofors Häradsbygden Ljusne Ockelbo Strömsbro Vansbro Almtuna Norrtälje Göta, Hammarby, Huddinge, IFK Stockholm, Lidingö, Mälarhöjden, Nacka, Skuru, Sundbyberg og Traneberg Väsby Remo Enköping Fagersta Fellingsbro Arboga Westmannia Ludvika Morgårdshammar Per Ols Skultuna Surahamm. Brunskog Deje Forshaga Färjestad Grums Karlskoga Bofors Munkfors Trollhättan Viking Kil Mariestad Uddeholm Kenty Finspång Flen IFK Norrköping IK Sleipner Husqvarna Stefa Vättersnäs Nyköping Tranås Dalen Troja Malmö Norraham. Norrby Nybro Oskarshamn Skillingaryd Sågdalen Tingsryd Tyringe Öster |
| Hedemora SK                | Hedemora                   | IFK Stockholm              | Stockholm                  | Boden Glommersträsk Haparanda Bjurfors IFK Kiruna Kiruna AIF Luleå Kågedalen Malmberget Medle Piteå Rönnskär Sundsvall Heffners/Ortviken Hörnefors Nyland Järved Köpmanholmen/Bjästa Sandåkern Sollefteå Teg Östersund Alfta Bollnäs Gävle Godtemplare Hedemora Hofors Häradsbygden Ljusne Ockelbo Strömsbro Vansbro Almtuna Norrtälje Göta, Hammarby, Huddinge, IFK Stockholm, Lidingö, Mälarhöjden, Nacka, Skuru, Sundbyberg og Traneberg Väsby Remo Enköping Fagersta Fellingsbro Arboga Westmannia Ludvika Morgårdshammar Per Ols Skultuna Surahamm. Brunskog Deje Forshaga Färjestad Grums Karlskoga Bofors Munkfors Trollhättan Viking Kil Mariestad Uddeholm Kenty Finspång Flen IFK Norrköping IK Sleipner Husqvarna Stefa Vättersnäs Nyköping Tranås Dalen Troja Malmö Norraham. Norrby Nybro Oskarshamn Skillingaryd Sågdalen Tingsryd Tyringe Öster |
| Hofors IK                  | Hofors                     | IK Göta                    | Stockholm                  | Boden Glommersträsk Haparanda Bjurfors IFK Kiruna Kiruna AIF Luleå Kågedalen Malmberget Medle Piteå Rönnskär Sundsvall Heffners/Ortviken Hörnefors Nyland Järved Köpmanholmen/Bjästa Sandåkern Sollefteå Teg Östersund Alfta Bollnäs Gävle Godtemplare Hedemora Hofors Häradsbygden Ljusne Ockelbo Strömsbro Vansbro Almtuna Norrtälje Göta, Hammarby, Huddinge, IFK Stockholm, Lidingö, Mälarhöjden, Nacka, Skuru, Sundbyberg og Traneberg Väsby Remo Enköping Fagersta Fellingsbro Arboga Westmannia Ludvika Morgårdshammar Per Ols Skultuna Surahamm. Brunskog Deje Forshaga Färjestad Grums Karlskoga Bofors Munkfors Trollhättan Viking Kil Mariestad Uddeholm Kenty Finspång Flen IFK Norrköping IK Sleipner Husqvarna Stefa Vättersnäs Nyköping Tranås Dalen Troja Malmö Norraham. Norrby Nybro Oskarshamn Skillingaryd Sågdalen Tingsryd Tyringe Öster |
| Häradsbygdens SS           | Leksand                    | Mälarhöjdens IK            | Stockholm                  | Boden Glommersträsk Haparanda Bjurfors IFK Kiruna Kiruna AIF Luleå Kågedalen Malmberget Medle Piteå Rönnskär Sundsvall Heffners/Ortviken Hörnefors Nyland Järved Köpmanholmen/Bjästa Sandåkern Sollefteå Teg Östersund Alfta Bollnäs Gävle Godtemplare Hedemora Hofors Häradsbygden Ljusne Ockelbo Strömsbro Vansbro Almtuna Norrtälje Göta, Hammarby, Huddinge, IFK Stockholm, Lidingö, Mälarhöjden, Nacka, Skuru, Sundbyberg og Traneberg Väsby Remo Enköping Fagersta Fellingsbro Arboga Westmannia Ludvika Morgårdshammar Per Ols Skultuna Surahamm. Brunskog Deje Forshaga Färjestad Grums Karlskoga Bofors Munkfors Trollhättan Viking Kil Mariestad Uddeholm Kenty Finspång Flen IFK Norrköping IK Sleipner Husqvarna Stefa Vättersnäs Nyköping Tranås Dalen Troja Malmö Norraham. Norrby Nybro Oskarshamn Skillingaryd Sågdalen Tingsryd Tyringe Öster |
| Ljusne AIK                 | Ljusne                     | Nacka SK                   | Stockholm                  | Boden Glommersträsk Haparanda Bjurfors IFK Kiruna Kiruna AIF Luleå Kågedalen Malmberget Medle Piteå Rönnskär Sundsvall Heffners/Ortviken Hörnefors Nyland Järved Köpmanholmen/Bjästa Sandåkern Sollefteå Teg Östersund Alfta Bollnäs Gävle Godtemplare Hedemora Hofors Häradsbygden Ljusne Ockelbo Strömsbro Vansbro Almtuna Norrtälje Göta, Hammarby, Huddinge, IFK Stockholm, Lidingö, Mälarhöjden, Nacka, Skuru, Sundbyberg og Traneberg Väsby Remo Enköping Fagersta Fellingsbro Arboga Westmannia Ludvika Morgårdshammar Per Ols Skultuna Surahamm. Brunskog Deje Forshaga Färjestad Grums Karlskoga Bofors Munkfors Trollhättan Viking Kil Mariestad Uddeholm Kenty Finspång Flen IFK Norrköping IK Sleipner Husqvarna Stefa Vättersnäs Nyköping Tranås Dalen Troja Malmö Norraham. Norrby Nybro Oskarshamn Skillingaryd Sågdalen Tingsryd Tyringe Öster |
| Ockelbo IF                 | Ockelbo                    | Norrtälje IK               | Norrtälje                  | Boden Glommersträsk Haparanda Bjurfors IFK Kiruna Kiruna AIF Luleå Kågedalen Malmberget Medle Piteå Rönnskär Sundsvall Heffners/Ortviken Hörnefors Nyland Järved Köpmanholmen/Bjästa Sandåkern Sollefteå Teg Östersund Alfta Bollnäs Gävle Godtemplare Hedemora Hofors Häradsbygden Ljusne Ockelbo Strömsbro Vansbro Almtuna Norrtälje Göta, Hammarby, Huddinge, IFK Stockholm, Lidingö, Mälarhöjden, Nacka, Skuru, Sundbyberg og Traneberg Väsby Remo Enköping Fagersta Fellingsbro Arboga Westmannia Ludvika Morgårdshammar Per Ols Skultuna Surahamm. Brunskog Deje Forshaga Färjestad Grums Karlskoga Bofors Munkfors Trollhättan Viking Kil Mariestad Uddeholm Kenty Finspång Flen IFK Norrköping IK Sleipner Husqvarna Stefa Vättersnäs Nyköping Tranås Dalen Troja Malmö Norraham. Norrby Nybro Oskarshamn Skillingaryd Sågdalen Tingsryd Tyringe Öster |
| Strömsbro IF               | Strömsbro                  | Skuru IK                   | Stockholm                  | Boden Glommersträsk Haparanda Bjurfors IFK Kiruna Kiruna AIF Luleå Kågedalen Malmberget Medle Piteå Rönnskär Sundsvall Heffners/Ortviken Hörnefors Nyland Järved Köpmanholmen/Bjästa Sandåkern Sollefteå Teg Östersund Alfta Bollnäs Gävle Godtemplare Hedemora Hofors Häradsbygden Ljusne Ockelbo Strömsbro Vansbro Almtuna Norrtälje Göta, Hammarby, Huddinge, IFK Stockholm, Lidingö, Mälarhöjden, Nacka, Skuru, Sundbyberg og Traneberg Väsby Remo Enköping Fagersta Fellingsbro Arboga Westmannia Ludvika Morgårdshammar Per Ols Skultuna Surahamm. Brunskog Deje Forshaga Färjestad Grums Karlskoga Bofors Munkfors Trollhättan Viking Kil Mariestad Uddeholm Kenty Finspång Flen IFK Norrköping IK Sleipner Husqvarna Stefa Vättersnäs Nyköping Tranås Dalen Troja Malmö Norraham. Norrby Nybro Oskarshamn Skillingaryd Sågdalen Tingsryd Tyringe Öster |
| Vansbro AIK                | Vansbro                    | Sundbybergs IK             | Stockholm                  | Boden Glommersträsk Haparanda Bjurfors IFK Kiruna Kiruna AIF Luleå Kågedalen Malmberget Medle Piteå Rönnskär Sundsvall Heffners/Ortviken Hörnefors Nyland Järved Köpmanholmen/Bjästa Sandåkern Sollefteå Teg Östersund Alfta Bollnäs Gävle Godtemplare Hedemora Hofors Häradsbygden Ljusne Ockelbo Strömsbro Vansbro Almtuna Norrtälje Göta, Hammarby, Huddinge, IFK Stockholm, Lidingö, Mälarhöjden, Nacka, Skuru, Sundbyberg og Traneberg Väsby Remo Enköping Fagersta Fellingsbro Arboga Westmannia Ludvika Morgårdshammar Per Ols Skultuna Surahamm. Brunskog Deje Forshaga Färjestad Grums Karlskoga Bofors Munkfors Trollhättan Viking Kil Mariestad Uddeholm Kenty Finspång Flen IFK Norrköping IK Sleipner Husqvarna Stefa Vättersnäs Nyköping Tranås Dalen Troja Malmö Norraham. Norrby Nybro Oskarshamn Skillingaryd Sågdalen Tingsryd Tyringe Öster |
|                            |                            | Tranebergs IF              | Stockholm                  | Boden Glommersträsk Haparanda Bjurfors IFK Kiruna Kiruna AIF Luleå Kågedalen Malmberget Medle Piteå Rönnskär Sundsvall Heffners/Ortviken Hörnefors Nyland Järved Köpmanholmen/Bjästa Sandåkern Sollefteå Teg Östersund Alfta Bollnäs Gävle Godtemplare Hedemora Hofors Häradsbygden Ljusne Ockelbo Strömsbro Vansbro Almtuna Norrtälje Göta, Hammarby, Huddinge, IFK Stockholm, Lidingö, Mälarhöjden, Nacka, Skuru, Sundbyberg og Traneberg Väsby Remo Enköping Fagersta Fellingsbro Arboga Westmannia Ludvika Morgårdshammar Per Ols Skultuna Surahamm. Brunskog Deje Forshaga Färjestad Grums Karlskoga Bofors Munkfors Trollhättan Viking Kil Mariestad Uddeholm Kenty Finspång Flen IFK Norrköping IK Sleipner Husqvarna Stefa Vättersnäs Nyköping Tranås Dalen Troja Malmö Norraham. Norrby Nybro Oskarshamn Skillingaryd Sågdalen Tingsryd Tyringe Öster |
| Väsby IK                   | Upplands Väsby             |                            |                            | Boden Glommersträsk Haparanda Bjurfors IFK Kiruna Kiruna AIF Luleå Kågedalen Malmberget Medle Piteå Rönnskär Sundsvall Heffners/Ortviken Hörnefors Nyland Järved Köpmanholmen/Bjästa Sandåkern Sollefteå Teg Östersund Alfta Bollnäs Gävle Godtemplare Hedemora Hofors Häradsbygden Ljusne Ockelbo Strömsbro Vansbro Almtuna Norrtälje Göta, Hammarby, Huddinge, IFK Stockholm, Lidingö, Mälarhöjden, Nacka, Skuru, Sundbyberg og Traneberg Väsby Remo Enköping Fagersta Fellingsbro Arboga Westmannia Ludvika Morgårdshammar Per Ols Skultuna Surahamm. Brunskog Deje Forshaga Färjestad Grums Karlskoga Bofors Munkfors Trollhättan Viking Kil Mariestad Uddeholm Kenty Finspång Flen IFK Norrköping IK Sleipner Husqvarna Stefa Vättersnäs Nyköping Tranås Dalen Troja Malmö Norraham. Norrby Nybro Oskarshamn Skillingaryd Sågdalen Tingsryd Tyringe Öster |
| Vest                       |                            |                            |                            | Boden Glommersträsk Haparanda Bjurfors IFK Kiruna Kiruna AIF Luleå Kågedalen Malmberget Medle Piteå Rönnskär Sundsvall Heffners/Ortviken Hörnefors Nyland Järved Köpmanholmen/Bjästa Sandåkern Sollefteå Teg Östersund Alfta Bollnäs Gävle Godtemplare Hedemora Hofors Häradsbygden Ljusne Ockelbo Strömsbro Vansbro Almtuna Norrtälje Göta, Hammarby, Huddinge, IFK Stockholm, Lidingö, Mälarhöjden, Nacka, Skuru, Sundbyberg og Traneberg Väsby Remo Enköping Fagersta Fellingsbro Arboga Westmannia Ludvika Morgårdshammar Per Ols Skultuna Surahamm. Brunskog Deje Forshaga Färjestad Grums Karlskoga Bofors Munkfors Trollhättan Viking Kil Mariestad Uddeholm Kenty Finspång Flen IFK Norrköping IK Sleipner Husqvarna Stefa Vättersnäs Nyköping Tranås Dalen Troja Malmö Norraham. Norrby Nybro Oskarshamn Skillingaryd Sågdalen Tingsryd Tyringe Öster |
| Division II Vest A         | Division II Vest A         | Division II Vest B         | Division II Vest B         | Boden Glommersträsk Haparanda Bjurfors IFK Kiruna Kiruna AIF Luleå Kågedalen Malmberget Medle Piteå Rönnskär Sundsvall Heffners/Ortviken Hörnefors Nyland Järved Köpmanholmen/Bjästa Sandåkern Sollefteå Teg Östersund Alfta Bollnäs Gävle Godtemplare Hedemora Hofors Häradsbygden Ljusne Ockelbo Strömsbro Vansbro Almtuna Norrtälje Göta, Hammarby, Huddinge, IFK Stockholm, Lidingö, Mälarhöjden, Nacka, Skuru, Sundbyberg og Traneberg Väsby Remo Enköping Fagersta Fellingsbro Arboga Westmannia Ludvika Morgårdshammar Per Ols Skultuna Surahamm. Brunskog Deje Forshaga Färjestad Grums Karlskoga Bofors Munkfors Trollhättan Viking Kil Mariestad Uddeholm Kenty Finspång Flen IFK Norrköping IK Sleipner Husqvarna Stefa Vättersnäs Nyköping Tranås Dalen Troja Malmö Norraham. Norrby Nybro Oskarshamn Skillingaryd Sågdalen Tingsryd Tyringe Öster |
| BK Remo                    | Södertälje                 | Brunskogs HC               | Brunskog                   | Boden Glommersträsk Haparanda Bjurfors IFK Kiruna Kiruna AIF Luleå Kågedalen Malmberget Medle Piteå Rönnskär Sundsvall Heffners/Ortviken Hörnefors Nyland Järved Köpmanholmen/Bjästa Sandåkern Sollefteå Teg Östersund Alfta Bollnäs Gävle Godtemplare Hedemora Hofors Häradsbygden Ljusne Ockelbo Strömsbro Vansbro Almtuna Norrtälje Göta, Hammarby, Huddinge, IFK Stockholm, Lidingö, Mälarhöjden, Nacka, Skuru, Sundbyberg og Traneberg Väsby Remo Enköping Fagersta Fellingsbro Arboga Westmannia Ludvika Morgårdshammar Per Ols Skultuna Surahamm. Brunskog Deje Forshaga Färjestad Grums Karlskoga Bofors Munkfors Trollhättan Viking Kil Mariestad Uddeholm Kenty Finspång Flen IFK Norrköping IK Sleipner Husqvarna Stefa Vättersnäs Nyköping Tranås Dalen Troja Malmö Norraham. Norrby Nybro Oskarshamn Skillingaryd Sågdalen Tingsryd Tyringe Öster |
| Enköpings SK               | Enköping                   | Deje IK                    | Deje                       | Boden Glommersträsk Haparanda Bjurfors IFK Kiruna Kiruna AIF Luleå Kågedalen Malmberget Medle Piteå Rönnskär Sundsvall Heffners/Ortviken Hörnefors Nyland Järved Köpmanholmen/Bjästa Sandåkern Sollefteå Teg Östersund Alfta Bollnäs Gävle Godtemplare Hedemora Hofors Häradsbygden Ljusne Ockelbo Strömsbro Vansbro Almtuna Norrtälje Göta, Hammarby, Huddinge, IFK Stockholm, Lidingö, Mälarhöjden, Nacka, Skuru, Sundbyberg og Traneberg Väsby Remo Enköping Fagersta Fellingsbro Arboga Westmannia Ludvika Morgårdshammar Per Ols Skultuna Surahamm. Brunskog Deje Forshaga Färjestad Grums Karlskoga Bofors Munkfors Trollhättan Viking Kil Mariestad Uddeholm Kenty Finspång Flen IFK Norrköping IK Sleipner Husqvarna Stefa Vättersnäs Nyköping Tranås Dalen Troja Malmö Norraham. Norrby Nybro Oskarshamn Skillingaryd Sågdalen Tingsryd Tyringe Öster |
| Fagersta AIK               | Fagersta                   | Forshaga IF                | Forshaga                   | Boden Glommersträsk Haparanda Bjurfors IFK Kiruna Kiruna AIF Luleå Kågedalen Malmberget Medle Piteå Rönnskär Sundsvall Heffners/Ortviken Hörnefors Nyland Järved Köpmanholmen/Bjästa Sandåkern Sollefteå Teg Östersund Alfta Bollnäs Gävle Godtemplare Hedemora Hofors Häradsbygden Ljusne Ockelbo Strömsbro Vansbro Almtuna Norrtälje Göta, Hammarby, Huddinge, IFK Stockholm, Lidingö, Mälarhöjden, Nacka, Skuru, Sundbyberg og Traneberg Väsby Remo Enköping Fagersta Fellingsbro Arboga Westmannia Ludvika Morgårdshammar Per Ols Skultuna Surahamm. Brunskog Deje Forshaga Färjestad Grums Karlskoga Bofors Munkfors Trollhättan Viking Kil Mariestad Uddeholm Kenty Finspång Flen IFK Norrköping IK Sleipner Husqvarna Stefa Vättersnäs Nyköping Tranås Dalen Troja Malmö Norraham. Norrby Nybro Oskarshamn Skillingaryd Sågdalen Tingsryd Tyringe Öster |
| Fellingsbro IK             | Fellingsbro                | Färjestads BK              | Karlstad                   | Boden Glommersträsk Haparanda Bjurfors IFK Kiruna Kiruna AIF Luleå Kågedalen Malmberget Medle Piteå Rönnskär Sundsvall Heffners/Ortviken Hörnefors Nyland Järved Köpmanholmen/Bjästa Sandåkern Sollefteå Teg Östersund Alfta Bollnäs Gävle Godtemplare Hedemora Hofors Häradsbygden Ljusne Ockelbo Strömsbro Vansbro Almtuna Norrtälje Göta, Hammarby, Huddinge, IFK Stockholm, Lidingö, Mälarhöjden, Nacka, Skuru, Sundbyberg og Traneberg Väsby Remo Enköping Fagersta Fellingsbro Arboga Westmannia Ludvika Morgårdshammar Per Ols Skultuna Surahamm. Brunskog Deje Forshaga Färjestad Grums Karlskoga Bofors Munkfors Trollhättan Viking Kil Mariestad Uddeholm Kenty Finspång Flen IFK Norrköping IK Sleipner Husqvarna Stefa Vättersnäs Nyköping Tranås Dalen Troja Malmö Norraham. Norrby Nybro Oskarshamn Skillingaryd Sågdalen Tingsryd Tyringe Öster |
| Hammarby IF                | Stockholm                  | Grums IK                   | Grums                      | Boden Glommersträsk Haparanda Bjurfors IFK Kiruna Kiruna AIF Luleå Kågedalen Malmberget Medle Piteå Rönnskär Sundsvall Heffners/Ortviken Hörnefors Nyland Järved Köpmanholmen/Bjästa Sandåkern Sollefteå Teg Östersund Alfta Bollnäs Gävle Godtemplare Hedemora Hofors Häradsbygden Ljusne Ockelbo Strömsbro Vansbro Almtuna Norrtälje Göta, Hammarby, Huddinge, IFK Stockholm, Lidingö, Mälarhöjden, Nacka, Skuru, Sundbyberg og Traneberg Väsby Remo Enköping Fagersta Fellingsbro Arboga Westmannia Ludvika Morgårdshammar Per Ols Skultuna Surahamm. Brunskog Deje Forshaga Färjestad Grums Karlskoga Bofors Munkfors Trollhättan Viking Kil Mariestad Uddeholm Kenty Finspång Flen IFK Norrköping IK Sleipner Husqvarna Stefa Vättersnäs Nyköping Tranås Dalen Troja Malmö Norraham. Norrby Nybro Oskarshamn Skillingaryd Sågdalen Tingsryd Tyringe Öster |
| IFK Arboga                 | Arboga                     | IF Karlskoga/Bofors        | Karlskoga                  | Boden Glommersträsk Haparanda Bjurfors IFK Kiruna Kiruna AIF Luleå Kågedalen Malmberget Medle Piteå Rönnskär Sundsvall Heffners/Ortviken Hörnefors Nyland Järved Köpmanholmen/Bjästa Sandåkern Sollefteå Teg Östersund Alfta Bollnäs Gävle Godtemplare Hedemora Hofors Häradsbygden Ljusne Ockelbo Strömsbro Vansbro Almtuna Norrtälje Göta, Hammarby, Huddinge, IFK Stockholm, Lidingö, Mälarhöjden, Nacka, Skuru, Sundbyberg og Traneberg Väsby Remo Enköping Fagersta Fellingsbro Arboga Westmannia Ludvika Morgårdshammar Per Ols Skultuna Surahamm. Brunskog Deje Forshaga Färjestad Grums Karlskoga Bofors Munkfors Trollhättan Viking Kil Mariestad Uddeholm Kenty Finspång Flen IFK Norrköping IK Sleipner Husqvarna Stefa Vättersnäs Nyköping Tranås Dalen Troja Malmö Norraham. Norrby Nybro Oskarshamn Skillingaryd Sågdalen Tingsryd Tyringe Öster |
| IK Westmannia              | Köping                     | IFK Munkfors               | Munkfors                   | Boden Glommersträsk Haparanda Bjurfors IFK Kiruna Kiruna AIF Luleå Kågedalen Malmberget Medle Piteå Rönnskär Sundsvall Heffners/Ortviken Hörnefors Nyland Järved Köpmanholmen/Bjästa Sandåkern Sollefteå Teg Östersund Alfta Bollnäs Gävle Godtemplare Hedemora Hofors Häradsbygden Ljusne Ockelbo Strömsbro Vansbro Almtuna Norrtälje Göta, Hammarby, Huddinge, IFK Stockholm, Lidingö, Mälarhöjden, Nacka, Skuru, Sundbyberg og Traneberg Väsby Remo Enköping Fagersta Fellingsbro Arboga Westmannia Ludvika Morgårdshammar Per Ols Skultuna Surahamm. Brunskog Deje Forshaga Färjestad Grums Karlskoga Bofors Munkfors Trollhättan Viking Kil Mariestad Uddeholm Kenty Finspång Flen IFK Norrköping IK Sleipner Husqvarna Stefa Vättersnäs Nyköping Tranås Dalen Troja Malmö Norraham. Norrby Nybro Oskarshamn Skillingaryd Sågdalen Tingsryd Tyringe Öster |
| Ludvika FFI                | Ludvika                    | IFK Trollhättan            | Trollhättan                | Boden Glommersträsk Haparanda Bjurfors IFK Kiruna Kiruna AIF Luleå Kågedalen Malmberget Medle Piteå Rönnskär Sundsvall Heffners/Ortviken Hörnefors Nyland Järved Köpmanholmen/Bjästa Sandåkern Sollefteå Teg Östersund Alfta Bollnäs Gävle Godtemplare Hedemora Hofors Häradsbygden Ljusne Ockelbo Strömsbro Vansbro Almtuna Norrtälje Göta, Hammarby, Huddinge, IFK Stockholm, Lidingö, Mälarhöjden, Nacka, Skuru, Sundbyberg og Traneberg Väsby Remo Enköping Fagersta Fellingsbro Arboga Westmannia Ludvika Morgårdshammar Per Ols Skultuna Surahamm. Brunskog Deje Forshaga Färjestad Grums Karlskoga Bofors Munkfors Trollhättan Viking Kil Mariestad Uddeholm Kenty Finspång Flen IFK Norrköping IK Sleipner Husqvarna Stefa Vättersnäs Nyköping Tranås Dalen Troja Malmö Norraham. Norrby Nybro Oskarshamn Skillingaryd Sågdalen Tingsryd Tyringe Öster |
| Morgårdshammars IF         | Smedjebacken               | IK Viking                  | Hagfors                    | Boden Glommersträsk Haparanda Bjurfors IFK Kiruna Kiruna AIF Luleå Kågedalen Malmberget Medle Piteå Rönnskär Sundsvall Heffners/Ortviken Hörnefors Nyland Järved Köpmanholmen/Bjästa Sandåkern Sollefteå Teg Östersund Alfta Bollnäs Gävle Godtemplare Hedemora Hofors Häradsbygden Ljusne Ockelbo Strömsbro Vansbro Almtuna Norrtälje Göta, Hammarby, Huddinge, IFK Stockholm, Lidingö, Mälarhöjden, Nacka, Skuru, Sundbyberg og Traneberg Väsby Remo Enköping Fagersta Fellingsbro Arboga Westmannia Ludvika Morgårdshammar Per Ols Skultuna Surahamm. Brunskog Deje Forshaga Färjestad Grums Karlskoga Bofors Munkfors Trollhättan Viking Kil Mariestad Uddeholm Kenty Finspång Flen IFK Norrköping IK Sleipner Husqvarna Stefa Vättersnäs Nyköping Tranås Dalen Troja Malmö Norraham. Norrby Nybro Oskarshamn Skillingaryd Sågdalen Tingsryd Tyringe Öster |
| Per Ols BK                 | Fagersta                   | Kils AIK                   | Kil                        | Boden Glommersträsk Haparanda Bjurfors IFK Kiruna Kiruna AIF Luleå Kågedalen Malmberget Medle Piteå Rönnskär Sundsvall Heffners/Ortviken Hörnefors Nyland Järved Köpmanholmen/Bjästa Sandåkern Sollefteå Teg Östersund Alfta Bollnäs Gävle Godtemplare Hedemora Hofors Häradsbygden Ljusne Ockelbo Strömsbro Vansbro Almtuna Norrtälje Göta, Hammarby, Huddinge, IFK Stockholm, Lidingö, Mälarhöjden, Nacka, Skuru, Sundbyberg og Traneberg Väsby Remo Enköping Fagersta Fellingsbro Arboga Westmannia Ludvika Morgårdshammar Per Ols Skultuna Surahamm. Brunskog Deje Forshaga Färjestad Grums Karlskoga Bofors Munkfors Trollhättan Viking Kil Mariestad Uddeholm Kenty Finspång Flen IFK Norrköping IK Sleipner Husqvarna Stefa Vättersnäs Nyköping Tranås Dalen Troja Malmö Norraham. Norrby Nybro Oskarshamn Skillingaryd Sågdalen Tingsryd Tyringe Öster |
| Skultuna IS                | Skultuna                   | Mariestads CK              | Mariestad                  | Boden Glommersträsk Haparanda Bjurfors IFK Kiruna Kiruna AIF Luleå Kågedalen Malmberget Medle Piteå Rönnskär Sundsvall Heffners/Ortviken Hörnefors Nyland Järved Köpmanholmen/Bjästa Sandåkern Sollefteå Teg Östersund Alfta Bollnäs Gävle Godtemplare Hedemora Hofors Häradsbygden Ljusne Ockelbo Strömsbro Vansbro Almtuna Norrtälje Göta, Hammarby, Huddinge, IFK Stockholm, Lidingö, Mälarhöjden, Nacka, Skuru, Sundbyberg og Traneberg Väsby Remo Enköping Fagersta Fellingsbro Arboga Westmannia Ludvika Morgårdshammar Per Ols Skultuna Surahamm. Brunskog Deje Forshaga Färjestad Grums Karlskoga Bofors Munkfors Trollhättan Viking Kil Mariestad Uddeholm Kenty Finspång Flen IFK Norrköping IK Sleipner Husqvarna Stefa Vättersnäs Nyköping Tranås Dalen Troja Malmö Norraham. Norrby Nybro Oskarshamn Skillingaryd Sågdalen Tingsryd Tyringe Öster |
| Surahammars IF             | Surahammar                 | Uddeholms IF               | Uddeholm                   | Boden Glommersträsk Haparanda Bjurfors IFK Kiruna Kiruna AIF Luleå Kågedalen Malmberget Medle Piteå Rönnskär Sundsvall Heffners/Ortviken Hörnefors Nyland Järved Köpmanholmen/Bjästa Sandåkern Sollefteå Teg Östersund Alfta Bollnäs Gävle Godtemplare Hedemora Hofors Häradsbygden Ljusne Ockelbo Strömsbro Vansbro Almtuna Norrtälje Göta, Hammarby, Huddinge, IFK Stockholm, Lidingö, Mälarhöjden, Nacka, Skuru, Sundbyberg og Traneberg Väsby Remo Enköping Fagersta Fellingsbro Arboga Westmannia Ludvika Morgårdshammar Per Ols Skultuna Surahamm. Brunskog Deje Forshaga Färjestad Grums Karlskoga Bofors Munkfors Trollhättan Viking Kil Mariestad Uddeholm Kenty Finspång Flen IFK Norrköping IK Sleipner Husqvarna Stefa Vättersnäs Nyköping Tranås Dalen Troja Malmö Norraham. Norrby Nybro Oskarshamn Skillingaryd Sågdalen Tingsryd Tyringe Öster |
| Syd                        |                            |                            |                            | Boden Glommersträsk Haparanda Bjurfors IFK Kiruna Kiruna AIF Luleå Kågedalen Malmberget Medle Piteå Rönnskär Sundsvall Heffners/Ortviken Hörnefors Nyland Järved Köpmanholmen/Bjästa Sandåkern Sollefteå Teg Östersund Alfta Bollnäs Gävle Godtemplare Hedemora Hofors Häradsbygden Ljusne Ockelbo Strömsbro Vansbro Almtuna Norrtälje Göta, Hammarby, Huddinge, IFK Stockholm, Lidingö, Mälarhöjden, Nacka, Skuru, Sundbyberg og Traneberg Väsby Remo Enköping Fagersta Fellingsbro Arboga Westmannia Ludvika Morgårdshammar Per Ols Skultuna Surahamm. Brunskog Deje Forshaga Färjestad Grums Karlskoga Bofors Munkfors Trollhättan Viking Kil Mariestad Uddeholm Kenty Finspång Flen IFK Norrköping IK Sleipner Husqvarna Stefa Vättersnäs Nyköping Tranås Dalen Troja Malmö Norraham. Norrby Nybro Oskarshamn Skillingaryd Sågdalen Tingsryd Tyringe Öster |
| Division II Syd A          | Division II Syd A          | Division II Syd B          | Division II Syd B          | Boden Glommersträsk Haparanda Bjurfors IFK Kiruna Kiruna AIF Luleå Kågedalen Malmberget Medle Piteå Rönnskär Sundsvall Heffners/Ortviken Hörnefors Nyland Järved Köpmanholmen/Bjästa Sandåkern Sollefteå Teg Östersund Alfta Bollnäs Gävle Godtemplare Hedemora Hofors Häradsbygden Ljusne Ockelbo Strömsbro Vansbro Almtuna Norrtälje Göta, Hammarby, Huddinge, IFK Stockholm, Lidingö, Mälarhöjden, Nacka, Skuru, Sundbyberg og Traneberg Väsby Remo Enköping Fagersta Fellingsbro Arboga Westmannia Ludvika Morgårdshammar Per Ols Skultuna Surahamm. Brunskog Deje Forshaga Färjestad Grums Karlskoga Bofors Munkfors Trollhättan Viking Kil Mariestad Uddeholm Kenty Finspång Flen IFK Norrköping IK Sleipner Husqvarna Stefa Vättersnäs Nyköping Tranås Dalen Troja Malmö Norraham. Norrby Nybro Oskarshamn Skillingaryd Sågdalen Tingsryd Tyringe Öster |
| BK Kenty                   | Linköping                  | HC Dalen                   | Norrahammar                | Boden Glommersträsk Haparanda Bjurfors IFK Kiruna Kiruna AIF Luleå Kågedalen Malmberget Medle Piteå Rönnskär Sundsvall Heffners/Ortviken Hörnefors Nyland Järved Köpmanholmen/Bjästa Sandåkern Sollefteå Teg Östersund Alfta Bollnäs Gävle Godtemplare Hedemora Hofors Häradsbygden Ljusne Ockelbo Strömsbro Vansbro Almtuna Norrtälje Göta, Hammarby, Huddinge, IFK Stockholm, Lidingö, Mälarhöjden, Nacka, Skuru, Sundbyberg og Traneberg Väsby Remo Enköping Fagersta Fellingsbro Arboga Westmannia Ludvika Morgårdshammar Per Ols Skultuna Surahamm. Brunskog Deje Forshaga Färjestad Grums Karlskoga Bofors Munkfors Trollhättan Viking Kil Mariestad Uddeholm Kenty Finspång Flen IFK Norrköping IK Sleipner Husqvarna Stefa Vättersnäs Nyköping Tranås Dalen Troja Malmö Norraham. Norrby Nybro Oskarshamn Skillingaryd Sågdalen Tingsryd Tyringe Öster |
| Finspångs AIK              | Finspång                   | IF Troja                   | Ljungby                    | Boden Glommersträsk Haparanda Bjurfors IFK Kiruna Kiruna AIF Luleå Kågedalen Malmberget Medle Piteå Rönnskär Sundsvall Heffners/Ortviken Hörnefors Nyland Järved Köpmanholmen/Bjästa Sandåkern Sollefteå Teg Östersund Alfta Bollnäs Gävle Godtemplare Hedemora Hofors Häradsbygden Ljusne Ockelbo Strömsbro Vansbro Almtuna Norrtälje Göta, Hammarby, Huddinge, IFK Stockholm, Lidingö, Mälarhöjden, Nacka, Skuru, Sundbyberg og Traneberg Väsby Remo Enköping Fagersta Fellingsbro Arboga Westmannia Ludvika Morgårdshammar Per Ols Skultuna Surahamm. Brunskog Deje Forshaga Färjestad Grums Karlskoga Bofors Munkfors Trollhättan Viking Kil Mariestad Uddeholm Kenty Finspång Flen IFK Norrköping IK Sleipner Husqvarna Stefa Vättersnäs Nyköping Tranås Dalen Troja Malmö Norraham. Norrby Nybro Oskarshamn Skillingaryd Sågdalen Tingsryd Tyringe Öster |
| Flens IF                   | Flen                       | Malmö FF                   | Malmö                      | Boden Glommersträsk Haparanda Bjurfors IFK Kiruna Kiruna AIF Luleå Kågedalen Malmberget Medle Piteå Rönnskär Sundsvall Heffners/Ortviken Hörnefors Nyland Järved Köpmanholmen/Bjästa Sandåkern Sollefteå Teg Östersund Alfta Bollnäs Gävle Godtemplare Hedemora Hofors Häradsbygden Ljusne Ockelbo Strömsbro Vansbro Almtuna Norrtälje Göta, Hammarby, Huddinge, IFK Stockholm, Lidingö, Mälarhöjden, Nacka, Skuru, Sundbyberg og Traneberg Väsby Remo Enköping Fagersta Fellingsbro Arboga Westmannia Ludvika Morgårdshammar Per Ols Skultuna Surahamm. Brunskog Deje Forshaga Färjestad Grums Karlskoga Bofors Munkfors Trollhättan Viking Kil Mariestad Uddeholm Kenty Finspång Flen IFK Norrköping IK Sleipner Husqvarna Stefa Vättersnäs Nyköping Tranås Dalen Troja Malmö Norraham. Norrby Nybro Oskarshamn Skillingaryd Sågdalen Tingsryd Tyringe Öster |
| Husqvarna IF               | Jönköping                  | Norrahammars GIS           | Norrahammar                | Boden Glommersträsk Haparanda Bjurfors IFK Kiruna Kiruna AIF Luleå Kågedalen Malmberget Medle Piteå Rönnskär Sundsvall Heffners/Ortviken Hörnefors Nyland Järved Köpmanholmen/Bjästa Sandåkern Sollefteå Teg Östersund Alfta Bollnäs Gävle Godtemplare Hedemora Hofors Häradsbygden Ljusne Ockelbo Strömsbro Vansbro Almtuna Norrtälje Göta, Hammarby, Huddinge, IFK Stockholm, Lidingö, Mälarhöjden, Nacka, Skuru, Sundbyberg og Traneberg Väsby Remo Enköping Fagersta Fellingsbro Arboga Westmannia Ludvika Morgårdshammar Per Ols Skultuna Surahamm. Brunskog Deje Forshaga Färjestad Grums Karlskoga Bofors Munkfors Trollhättan Viking Kil Mariestad Uddeholm Kenty Finspång Flen IFK Norrköping IK Sleipner Husqvarna Stefa Vättersnäs Nyköping Tranås Dalen Troja Malmö Norraham. Norrby Nybro Oskarshamn Skillingaryd Sågdalen Tingsryd Tyringe Öster |
| IFK Norrköping             | Norrköping                 | Norrby IF                  | Borås                      | Boden Glommersträsk Haparanda Bjurfors IFK Kiruna Kiruna AIF Luleå Kågedalen Malmberget Medle Piteå Rönnskär Sundsvall Heffners/Ortviken Hörnefors Nyland Järved Köpmanholmen/Bjästa Sandåkern Sollefteå Teg Östersund Alfta Bollnäs Gävle Godtemplare Hedemora Hofors Häradsbygden Ljusne Ockelbo Strömsbro Vansbro Almtuna Norrtälje Göta, Hammarby, Huddinge, IFK Stockholm, Lidingö, Mälarhöjden, Nacka, Skuru, Sundbyberg og Traneberg Väsby Remo Enköping Fagersta Fellingsbro Arboga Westmannia Ludvika Morgårdshammar Per Ols Skultuna Surahamm. Brunskog Deje Forshaga Färjestad Grums Karlskoga Bofors Munkfors Trollhättan Viking Kil Mariestad Uddeholm Kenty Finspång Flen IFK Norrköping IK Sleipner Husqvarna Stefa Vättersnäs Nyköping Tranås Dalen Troja Malmö Norraham. Norrby Nybro Oskarshamn Skillingaryd Sågdalen Tingsryd Tyringe Öster |
| IK Sleipner                | Norrköping                 | Nybro IF                   | Nybro                      | Boden Glommersträsk Haparanda Bjurfors IFK Kiruna Kiruna AIF Luleå Kågedalen Malmberget Medle Piteå Rönnskär Sundsvall Heffners/Ortviken Hörnefors Nyland Järved Köpmanholmen/Bjästa Sandåkern Sollefteå Teg Östersund Alfta Bollnäs Gävle Godtemplare Hedemora Hofors Häradsbygden Ljusne Ockelbo Strömsbro Vansbro Almtuna Norrtälje Göta, Hammarby, Huddinge, IFK Stockholm, Lidingö, Mälarhöjden, Nacka, Skuru, Sundbyberg og Traneberg Väsby Remo Enköping Fagersta Fellingsbro Arboga Westmannia Ludvika Morgårdshammar Per Ols Skultuna Surahamm. Brunskog Deje Forshaga Färjestad Grums Karlskoga Bofors Munkfors Trollhättan Viking Kil Mariestad Uddeholm Kenty Finspång Flen IFK Norrköping IK Sleipner Husqvarna Stefa Vättersnäs Nyköping Tranås Dalen Troja Malmö Norraham. Norrby Nybro Oskarshamn Skillingaryd Sågdalen Tingsryd Tyringe Öster |
| IK Stefa                   | Jönköping                  | Oskarshamns AIK            | Oskarshamn                 | Boden Glommersträsk Haparanda Bjurfors IFK Kiruna Kiruna AIF Luleå Kågedalen Malmberget Medle Piteå Rönnskär Sundsvall Heffners/Ortviken Hörnefors Nyland Järved Köpmanholmen/Bjästa Sandåkern Sollefteå Teg Östersund Alfta Bollnäs Gävle Godtemplare Hedemora Hofors Häradsbygden Ljusne Ockelbo Strömsbro Vansbro Almtuna Norrtälje Göta, Hammarby, Huddinge, IFK Stockholm, Lidingö, Mälarhöjden, Nacka, Skuru, Sundbyberg og Traneberg Väsby Remo Enköping Fagersta Fellingsbro Arboga Westmannia Ludvika Morgårdshammar Per Ols Skultuna Surahamm. Brunskog Deje Forshaga Färjestad Grums Karlskoga Bofors Munkfors Trollhättan Viking Kil Mariestad Uddeholm Kenty Finspång Flen IFK Norrköping IK Sleipner Husqvarna Stefa Vättersnäs Nyköping Tranås Dalen Troja Malmö Norraham. Norrby Nybro Oskarshamn Skillingaryd Sågdalen Tingsryd Tyringe Öster |
| Nyköpings BIS              | Nyköping                   | Skillingaryds IS           | Skillingaryd               | Boden Glommersträsk Haparanda Bjurfors IFK Kiruna Kiruna AIF Luleå Kågedalen Malmberget Medle Piteå Rönnskär Sundsvall Heffners/Ortviken Hörnefors Nyland Järved Köpmanholmen/Bjästa Sandåkern Sollefteå Teg Östersund Alfta Bollnäs Gävle Godtemplare Hedemora Hofors Häradsbygden Ljusne Ockelbo Strömsbro Vansbro Almtuna Norrtälje Göta, Hammarby, Huddinge, IFK Stockholm, Lidingö, Mälarhöjden, Nacka, Skuru, Sundbyberg og Traneberg Väsby Remo Enköping Fagersta Fellingsbro Arboga Westmannia Ludvika Morgårdshammar Per Ols Skultuna Surahamm. Brunskog Deje Forshaga Färjestad Grums Karlskoga Bofors Munkfors Trollhättan Viking Kil Mariestad Uddeholm Kenty Finspång Flen IFK Norrköping IK Sleipner Husqvarna Stefa Vättersnäs Nyköping Tranås Dalen Troja Malmö Norraham. Norrby Nybro Oskarshamn Skillingaryd Sågdalen Tingsryd Tyringe Öster |
| Tranås AIF                 | Tranås                     | Sågdalens SK               | Göteborg                   | Boden Glommersträsk Haparanda Bjurfors IFK Kiruna Kiruna AIF Luleå Kågedalen Malmberget Medle Piteå Rönnskär Sundsvall Heffners/Ortviken Hörnefors Nyland Järved Köpmanholmen/Bjästa Sandåkern Sollefteå Teg Östersund Alfta Bollnäs Gävle Godtemplare Hedemora Hofors Häradsbygden Ljusne Ockelbo Strömsbro Vansbro Almtuna Norrtälje Göta, Hammarby, Huddinge, IFK Stockholm, Lidingö, Mälarhöjden, Nacka, Skuru, Sundbyberg og Traneberg Väsby Remo Enköping Fagersta Fellingsbro Arboga Westmannia Ludvika Morgårdshammar Per Ols Skultuna Surahamm. Brunskog Deje Forshaga Färjestad Grums Karlskoga Bofors Munkfors Trollhättan Viking Kil Mariestad Uddeholm Kenty Finspång Flen IFK Norrköping IK Sleipner Husqvarna Stefa Vättersnäs Nyköping Tranås Dalen Troja Malmö Norraham. Norrby Nybro Oskarshamn Skillingaryd Sågdalen Tingsryd Tyringe Öster |
| Vättersnäs IF              | Jönköping                  | Tingsryds AIF              | Tingsryd                   | Boden Glommersträsk Haparanda Bjurfors IFK Kiruna Kiruna AIF Luleå Kågedalen Malmberget Medle Piteå Rönnskär Sundsvall Heffners/Ortviken Hörnefors Nyland Järved Köpmanholmen/Bjästa Sandåkern Sollefteå Teg Östersund Alfta Bollnäs Gävle Godtemplare Hedemora Hofors Häradsbygden Ljusne Ockelbo Strömsbro Vansbro Almtuna Norrtälje Göta, Hammarby, Huddinge, IFK Stockholm, Lidingö, Mälarhöjden, Nacka, Skuru, Sundbyberg og Traneberg Väsby Remo Enköping Fagersta Fellingsbro Arboga Westmannia Ludvika Morgårdshammar Per Ols Skultuna Surahamm. Brunskog Deje Forshaga Färjestad Grums Karlskoga Bofors Munkfors Trollhättan Viking Kil Mariestad Uddeholm Kenty Finspång Flen IFK Norrköping IK Sleipner Husqvarna Stefa Vättersnäs Nyköping Tranås Dalen Troja Malmö Norraham. Norrby Nybro Oskarshamn Skillingaryd Sågdalen Tingsryd Tyringe Öster |
|                            |                            | Tyringe SS                 | Tyringe                    | Boden Glommersträsk Haparanda Bjurfors IFK Kiruna Kiruna AIF Luleå Kågedalen Malmberget Medle Piteå Rönnskär Sundsvall Heffners/Ortviken Hörnefors Nyland Järved Köpmanholmen/Bjästa Sandåkern Sollefteå Teg Östersund Alfta Bollnäs Gävle Godtemplare Hedemora Hofors Häradsbygden Ljusne Ockelbo Strömsbro Vansbro Almtuna Norrtälje Göta, Hammarby, Huddinge, IFK Stockholm, Lidingö, Mälarhöjden, Nacka, Skuru, Sundbyberg og Traneberg Väsby Remo Enköping Fagersta Fellingsbro Arboga Westmannia Ludvika Morgårdshammar Per Ols Skultuna Surahamm. Brunskog Deje Forshaga Färjestad Grums Karlskoga Bofors Munkfors Trollhättan Viking Kil Mariestad Uddeholm Kenty Finspång Flen IFK Norrköping IK Sleipner Husqvarna Stefa Vättersnäs Nyköping Tranås Dalen Troja Malmö Norraham. Norrby Nybro Oskarshamn Skillingaryd Sågdalen Tingsryd Tyringe Öster |
| Östers IF                  | Växjö                      |                            |                            | Boden Glommersträsk Haparanda Bjurfors IFK Kiruna Kiruna AIF Luleå Kågedalen Malmberget Medle Piteå Rönnskär Sundsvall Heffners/Ortviken Hörnefors Nyland Järved Köpmanholmen/Bjästa Sandåkern Sollefteå Teg Östersund Alfta Bollnäs Gävle Godtemplare Hedemora Hofors Häradsbygden Ljusne Ockelbo Strömsbro Vansbro Almtuna Norrtälje Göta, Hammarby, Huddinge, IFK Stockholm, Lidingö, Mälarhöjden, Nacka, Skuru, Sundbyberg og Traneberg Väsby Remo Enköping Fagersta Fellingsbro Arboga Westmannia Ludvika Morgårdshammar Per Ols Skultuna Surahamm. Brunskog Deje Forshaga Färjestad Grums Karlskoga Bofors Munkfors Trollhättan Viking Kil Mariestad Uddeholm Kenty Finspång Flen IFK Norrköping IK Sleipner Husqvarna Stefa Vättersnäs Nyköping Tranås Dalen Troja Malmö Norraham. Norrby Nybro Oskarshamn Skillingaryd Sågdalen Tingsryd Tyringe Öster |

## Nord

### Division II Nord A
| \| Nr \| Hold \| K \| V \| U \| T \| Mf \| \| Mi \| +/- \| P \| \| -- \| ------------------ \| -- \| -- \| - \| -- \| --- \| - \| --- \| ---- \| ------------------------------------- \| \| 1 \| Rönnskärs IF (N) \| 22 \| 20 \| 1 \| 1 \| 130 \| – \| 40 \| +90 \| 41Oprykningsspil \| \| 2 \| IFK Kiruna \| 22 \| 19 \| 1 \| 2 \| 161 \| – \| 45 \| +116 \| 39 \| \| 3 \| Kiruna AIF \| 22 \| 15 \| 1 \| 6 \| 100 \| – \| 77 \| +23 \| 31 \| \| 4 \| IFK Luleå \| 22 \| 11 \| 4 \| 7 \| 119 \| – \| 91 \| +28 \| 26 \| \| 5 \| Glommersträsk IF \| 22 \| 9 \| 5 \| 8 \| 76 \| – \| 93 \| −17 \| 23 \| \| 6 \| Kågedalens AIF (O) \| 22 \| 10 \| 1 \| 11 \| 100 \| – \| 84 \| +16 \| 21 \| \| 7 \| Bodens BK \| 22 \| 10 \| 1 \| 11 \| 105 \| – \| 94 \| +11 \| 21 \| \| 8 \| Piteå IF \| 22 \| 9 \| 1 \| 12 \| 74 \| – \| 100 \| −26 \| 19 \| \| 9 \| Malmbergets AIF \| 22 \| 8 \| 2 \| 12 \| 88 \| – \| 90 \| −2 \| 18Nedrykning til Division III 1967-68 \| \| 10 \| Medle SK \| 22 \| 6 \| 2 \| 14 \| 76 \| – \| 114 \| −38 \| 14Nedrykning til Division III 1967-68 \| \| 11 \| Haparanda SK (O) \| 22 \| 3 \| 2 \| 17 \| 51 \| – \| 127 \| −76 \| 8Nedrykning til Division III 1967-68 \| \| 12 \| IFK Bjurfors \| 22 \| 1 \| 1 \| 20 \| 39 \| – \| 164 \| −125 \| 3Nedrykning til Division III 1967-68 \| K: Kampe spillet, V: Vundne kampe, U: Uafgjorte kampe, T: Tabte kampe, Mf: Mål for, Mi: Mål imod, +/-: Måldifference, P: Point |                    |    |    |   |    |     |   |     |      |                                       |
| Nr | Hold               | K  | V  | U | T  | Mf  |   | Mi  | +/-  | P                                     |
| 1 | Rönnskärs IF (N)   | 22 | 20 | 1 | 1  | 130 | – | 40  | +90  | 41Oprykningsspil                      |
| 2 | IFK Kiruna         | 22 | 19 | 1 | 2  | 161 | – | 45  | +116 | 39                                    |
| 3 | Kiruna AIF         | 22 | 15 | 1 | 6  | 100 | – | 77  | +23  | 31                                    |
| 4 | IFK Luleå          | 22 | 11 | 4 | 7  | 119 | – | 91  | +28  | 26                                    |
| 5 | Glommersträsk IF   | 22 | 9  | 5 | 8  | 76  | – | 93  | −17  | 23                                    |
| 6 | Kågedalens AIF (O) | 22 | 10 | 1 | 11 | 100 | – | 84  | +16  | 21                                    |
| 7 | Bodens BK          | 22 | 10 | 1 | 11 | 105 | – | 94  | +11  | 21                                    |
| 8 | Piteå IF           | 22 | 9  | 1 | 12 | 74  | – | 100 | −26  | 19                                    |
| 9 | Malmbergets AIF    | 22 | 8  | 2 | 12 | 88  | – | 90  | −2   | 18Nedrykning til Division III 1967-68 |
| 10 | Medle SK           | 22 | 6  | 2 | 14 | 76  | – | 114 | −38  | 14Nedrykning til Division III 1967-68 |
| 11 | Haparanda SK (O)   | 22 | 3  | 2 | 17 | 51  | – | 127 | −76  | 8Nedrykning til Division III 1967-68  |
| 12 | IFK Bjurfors       | 22 | 1  | 1 | 20 | 39  | – | 164 | −125 | 3Nedrykning til Division III 1967-68  |

### Division II Nord B
| \| Nr \| Hold \| K \| V \| U \| T \| Mf \| \| Mi \| +/- \| P \| \| -- \| ---------------------- \| -- \| -- \| - \| -- \| --- \| - \| -- \| --- \| ------------------------------------ \| \| 1 \| Tegs SK \| 18 \| 15 \| 1 \| 2 \| 105 \| – \| 41 \| +64 \| 31Oprykningsspil \| \| 2 \| Järveds IF \| 18 \| 12 \| 1 \| 5 \| 61 \| – \| 40 \| +21 \| 25 \| \| 3 \| GIF Sundsvall \| 18 \| 9 \| 4 \| 5 \| 80 \| – \| 55 \| +25 \| 22 \| \| 4 \| Östersunds IK (O) \| 18 \| 9 \| 3 \| 6 \| 78 \| – \| 58 \| +20 \| 21 \| \| 5 \| Sandåkerns SK \| 18 \| 8 \| 3 \| 7 \| 74 \| – \| 62 \| +12 \| 19 \| \| 6 \| Heffners/Ortvikens IF \| 18 \| 8 \| 3 \| 7 \| 72 \| – \| 71 \| +1 \| 19 \| \| 7 \| IFK Nyland \| 18 \| 8 \| 3 \| 7 \| 63 \| – \| 70 \| −7 \| 19 \| \| 8 \| Köpmanholmen/Bjästa IF \| 18 \| 6 \| 0 \| 12 \| 42 \| – \| 76 \| −34 \| 12 \| \| 9 \| Sollefteå IK (O) \| 18 \| 4 \| 3 \| 11 \| 53 \| – \| 78 \| −25 \| 11 \| \| 10 \| Hörnefors IF (O) \| 18 \| 0 \| 1 \| 17 \| 21 \| – \| 98 \| −77 \| 1Nedrykning til Division III 1967-68 \| K: Kampe spillet, V: Vundne kampe, U: Uafgjorte kampe, T: Tabte kampe, Mf: Mål for, Mi: Mål imod, +/-: Måldifference, P: Point |                        |    |    |   |    |     |   |    |     |                                      |
| Nr | Hold                   | K  | V  | U | T  | Mf  |   | Mi | +/- | P                                    |
| 1 | Tegs SK                | 18 | 15 | 1 | 2  | 105 | – | 41 | +64 | 31Oprykningsspil                     |
| 2 | Järveds IF             | 18 | 12 | 1 | 5  | 61  | – | 40 | +21 | 25                                   |
| 3 | GIF Sundsvall          | 18 | 9  | 4 | 5  | 80  | – | 55 | +25 | 22                                   |
| 4 | Östersunds IK (O)      | 18 | 9  | 3 | 6  | 78  | – | 58 | +20 | 21                                   |
| 5 | Sandåkerns SK          | 18 | 8  | 3 | 7  | 74  | – | 62 | +12 | 19                                   |
| 6 | Heffners/Ortvikens IF  | 18 | 8  | 3 | 7  | 72  | – | 71 | +1  | 19                                   |
| 7 | IFK Nyland             | 18 | 8  | 3 | 7  | 63  | – | 70 | −7  | 19                                   |
| 8 | Köpmanholmen/Bjästa IF | 18 | 6  | 0 | 12 | 42  | – | 76 | −34 | 12                                   |
| 9 | Sollefteå IK (O)       | 18 | 4  | 3 | 11 | 53  | – | 78 | −25 | 11                                   |
| 10 | Hörnefors IF (O)       | 18 | 0  | 1 | 17 | 21  | – | 98 | −77 | 1Nedrykning til Division III 1967-68 |

## Øst

### Division II Øst A
| \| Nr \| Hold \| K \| V \| U \| T \| Mf \| \| Mi \| +/- \| P \| \| -- \| --------------------- \| -- \| -- \| - \| -- \| --- \| - \| -- \| ---- \| ------------------------------------ \| \| 1 \| Strömsbro IF \| 18 \| 18 \| 0 \| 0 \| 140 \| – \| 35 \| +105 \| 36Oprykningsspil \| \| 2 \| Gävle Godtemplares IK \| 18 \| 12 \| 2 \| 4 \| 83 \| – \| 54 \| +29 \| 26 \| \| 3 \| Ljusne AIK \| 18 \| 10 \| 2 \| 6 \| 82 \| – \| 41 \| +41 \| 22 \| \| 4 \| Hofors IK \| 18 \| 9 \| 1 \| 8 \| 65 \| – \| 77 \| −12 \| 19 \| \| 5 \| Alfta GIF \| 18 \| 7 \| 3 \| 8 \| 59 \| – \| 65 \| −6 \| 17 \| \| 6 \| Häradsbygdens SS (O) \| 18 \| 5 \| 5 \| 8 \| 59 \| – \| 71 \| −12 \| 15 \| \| 7 \| Vansbro AIK \| 18 \| 7 \| 1 \| 10 \| 53 \| – \| 92 \| −39 \| 15 \| \| 8 \| Hedemora SK (O) \| 18 \| 5 \| 2 \| 11 \| 49 \| – \| 80 \| −31 \| 12 \| \| 9 \| Bollnäs IS \| 18 \| 5 \| 0 \| 13 \| 60 \| – \| 92 \| −32 \| 10 \| \| 10 \| Ockelbo IF (O) \| 18 \| 3 \| 2 \| 13 \| 43 \| – \| 86 \| −43 \| 8Nedrykning til Division III 1967-68 \| K: Kampe spillet, V: Vundne kampe, U: Uafgjorte kampe, T: Tabte kampe, Mf: Mål for, Mi: Mål imod, +/-: Måldifference, P: Point |                       |    |    |   |    |     |   |    |      |                                      |
| Nr | Hold                  | K  | V  | U | T  | Mf  |   | Mi | +/-  | P                                    |
| 1 | Strömsbro IF          | 18 | 18 | 0 | 0  | 140 | – | 35 | +105 | 36Oprykningsspil                     |
| 2 | Gävle Godtemplares IK | 18 | 12 | 2 | 4  | 83  | – | 54 | +29  | 26                                   |
| 3 | Ljusne AIK            | 18 | 10 | 2 | 6  | 82  | – | 41 | +41  | 22                                   |
| 4 | Hofors IK             | 18 | 9  | 1 | 8  | 65  | – | 77 | −12  | 19                                   |
| 5 | Alfta GIF             | 18 | 7  | 3 | 8  | 59  | – | 65 | −6   | 17                                   |
| 6 | Häradsbygdens SS (O)  | 18 | 5  | 5 | 8  | 59  | – | 71 | −12  | 15                                   |
| 7 | Vansbro AIK           | 18 | 7  | 1 | 10 | 53  | – | 92 | −39  | 15                                   |
| 8 | Hedemora SK (O)       | 18 | 5  | 2 | 11 | 49  | – | 80 | −31  | 12                                   |
| 9 | Bollnäs IS            | 18 | 5  | 0 | 13 | 60  | – | 92 | −32  | 10                                   |
| 10 | Ockelbo IF (O)        | 18 | 3  | 2 | 13 | 43  | – | 86 | −43  | 8Nedrykning til Division III 1967-68 |

### Division II Øst B
| \| Nr \| Hold \| K \| V \| U \| T \| Mf \| \| Mi \| +/- \| P \| \| -- \| ---------------- \| -- \| -- \| - \| -- \| --- \| - \| --- \| --- \| ------------------------------------ \| \| 1 \| Tranebergs IF \| 22 \| 16 \| 5 \| 1 \| 120 \| – \| 43 \| +77 \| 37Oprykningsspil \| \| 2 \| Almtuna IS \| 22 \| 17 \| 2 \| 3 \| 116 \| – \| 58 \| +58 \| 36 \| \| 3 \| Nacka SK \| 22 \| 13 \| 1 \| 8 \| 90 \| – \| 66 \| +24 \| 27 \| \| 4 \| IFK Stockholm \| 22 \| 13 \| 1 \| 8 \| 108 \| – \| 86 \| +22 \| 27 \| \| 5 \| Norrtälje IK (O) \| 22 \| 12 \| 2 \| 8 \| 101 \| – \| 79 \| +22 \| 26 \| \| 6 \| Mälarhöjdens IK \| 22 \| 10 \| 4 \| 8 \| 92 \| – \| 79 \| +13 \| 24 \| \| 7 \| Väsby IK \| 22 \| 11 \| 2 \| 9 \| 79 \| – \| 83 \| −4 \| 24 \| \| 8 \| Huddinge IK \| 22 \| 10 \| 3 \| 9 \| 90 \| – \| 95 \| −5 \| 23 \| \| 9 \| Sundbybergs IK \| 22 \| 7 \| 3 \| 12 \| 80 \| – \| 105 \| −25 \| 17 \| \| 10 \| IFK Lidingö \| 22 \| 3 \| 4 \| 15 \| 57 \| – \| 108 \| −51 \| 10 \| \| 11 \| Skuru IK \| 22 \| 3 \| 3 \| 16 \| 61 \| – \| 143 \| −82 \| 9Nedrykning til Division III 1967-68 \| \| 12 \| IK Göta (O) \| 22 \| 2 \| 0 \| 20 \| 58 \| – \| 107 \| −49 \| 4Nedrykning til Division III 1967-68 \| K: Kampe spillet, V: Vundne kampe, U: Uafgjorte kampe, T: Tabte kampe, Mf: Mål for, Mi: Mål imod, +/-: Måldifference, P: Point |                  |    |    |   |    |     |   |     |     |                                      |
| Nr | Hold             | K  | V  | U | T  | Mf  |   | Mi  | +/- | P                                    |
| 1 | Tranebergs IF    | 22 | 16 | 5 | 1  | 120 | – | 43  | +77 | 37Oprykningsspil                     |
| 2 | Almtuna IS       | 22 | 17 | 2 | 3  | 116 | – | 58  | +58 | 36                                   |
| 3 | Nacka SK         | 22 | 13 | 1 | 8  | 90  | – | 66  | +24 | 27                                   |
| 4 | IFK Stockholm    | 22 | 13 | 1 | 8  | 108 | – | 86  | +22 | 27                                   |
| 5 | Norrtälje IK (O) | 22 | 12 | 2 | 8  | 101 | – | 79  | +22 | 26                                   |
| 6 | Mälarhöjdens IK  | 22 | 10 | 4 | 8  | 92  | – | 79  | +13 | 24                                   |
| 7 | Väsby IK         | 22 | 11 | 2 | 9  | 79  | – | 83  | −4  | 24                                   |
| 8 | Huddinge IK      | 22 | 10 | 3 | 9  | 90  | – | 95  | −5  | 23                                   |
| 9 | Sundbybergs IK   | 22 | 7  | 3 | 12 | 80  | – | 105 | −25 | 17                                   |
| 10 | IFK Lidingö      | 22 | 3  | 4 | 15 | 57  | – | 108 | −51 | 10                                   |
| 11 | Skuru IK         | 22 | 3  | 3 | 16 | 61  | – | 143 | −82 | 9Nedrykning til Division III 1967-68 |
| 12 | IK Göta (O)      | 22 | 2  | 0 | 20 | 58  | – | 107 | −49 | 4Nedrykning til Division III 1967-68 |

## Vest

### Division II Vest A
| \| Nr \| Hold \| K \| V \| U \| T \| Mf \| \| Mi \| +/- \| P \| \| -- \| ------------------ \| -- \| -- \| - \| -- \| --- \| - \| --- \| ---- \| ------------------------------------ \| \| 1 \| Fagersta AIK \| 22 \| 21 \| 0 \| 1 \| 157 \| – \| 38 \| +119 \| 42Oprykningsspil \| \| 2 \| Hammarby IF (N) \| 22 \| 18 \| 2 \| 2 \| 146 \| – \| 79 \| +67 \| 38 \| \| 3 \| Surahammars IF \| 22 \| 15 \| 1 \| 6 \| 113 \| – \| 60 \| +53 \| 31 \| \| 4 \| Morgårdshammars IF \| 22 \| 12 \| 3 \| 7 \| 119 \| – \| 89 \| +30 \| 27 \| \| 5 \| BK Remo \| 22 \| 11 \| 2 \| 9 \| 91 \| – \| 92 \| −1 \| 24 \| \| 6 \| Enköpings SK \| 22 \| 11 \| 2 \| 9 \| 81 \| – \| 90 \| −9 \| 24 \| \| 7 \| IK Westmannia \| 22 \| 8 \| 3 \| 11 \| 83 \| – \| 116 \| −33 \| 19 \| \| 8 \| Skultuna IS \| 22 \| 8 \| 1 \| 13 \| 89 \| – \| 106 \| −17 \| 17 \| \| 9 \| IFK Arboga \| 22 \| 7 \| 1 \| 14 \| 54 \| – \| 83 \| −29 \| 15 \| \| 10 \| Ludvika FFI \| 22 \| 6 \| 1 \| 15 \| 55 \| – \| 94 \| −39 \| 13 \| \| 11 \| Fellingsbro IK (O) \| 22 \| 4 \| 0 \| 18 \| 70 \| – \| 135 \| −65 \| 8Nedrykning til Division III 1967-68 \| \| 12 \| Per Ols BK (O) \| 22 \| 2 \| 2 \| 18 \| 52 \| – \| 128 \| −76 \| 6Nedrykning til Division III 1967-68 \| K: Kampe spillet, V: Vundne kampe, U: Uafgjorte kampe, T: Tabte kampe, Mf: Mål for, Mi: Mål imod, +/-: Måldifference, P: Point |                    |    |    |   |    |     |   |     |      |                                      |
| Nr | Hold               | K  | V  | U | T  | Mf  |   | Mi  | +/-  | P                                    |
| 1 | Fagersta AIK       | 22 | 21 | 0 | 1  | 157 | – | 38  | +119 | 42Oprykningsspil                     |
| 2 | Hammarby IF (N)    | 22 | 18 | 2 | 2  | 146 | – | 79  | +67  | 38                                   |
| 3 | Surahammars IF     | 22 | 15 | 1 | 6  | 113 | – | 60  | +53  | 31                                   |
| 4 | Morgårdshammars IF | 22 | 12 | 3 | 7  | 119 | – | 89  | +30  | 27                                   |
| 5 | BK Remo            | 22 | 11 | 2 | 9  | 91  | – | 92  | −1   | 24                                   |
| 6 | Enköpings SK       | 22 | 11 | 2 | 9  | 81  | – | 90  | −9   | 24                                   |
| 7 | IK Westmannia      | 22 | 8  | 3 | 11 | 83  | – | 116 | −33  | 19                                   |
| 8 | Skultuna IS        | 22 | 8  | 1 | 13 | 89  | – | 106 | −17  | 17                                   |
| 9 | IFK Arboga         | 22 | 7  | 1 | 14 | 54  | – | 83  | −29  | 15                                   |
| 10 | Ludvika FFI        | 22 | 6  | 1 | 15 | 55  | – | 94  | −39  | 13                                   |
| 11 | Fellingsbro IK (O) | 22 | 4  | 0 | 18 | 70  | – | 135 | −65  | 8Nedrykning til Division III 1967-68 |
| 12 | Per Ols BK (O)     | 22 | 2  | 2 | 18 | 52  | – | 128 | −76  | 6Nedrykning til Division III 1967-68 |

### Division II Vest B
| \| Nr \| Hold \| K \| V \| U \| T \| Mf \| \| Mi \| +/- \| P \| \| -- \| ------------------- \| -- \| -- \| - \| -- \| --- \| - \| --- \| ---- \| ------------------------------------ \| \| 1 \| Färjestads BK (N) \| 22 \| 22 \| 0 \| 0 \| 190 \| – \| 39 \| +151 \| 44Oprykningsspil \| \| 2 \| IF Karlskoga/Bofors \| 22 \| 19 \| 1 \| 2 \| 146 \| – \| 32 \| +114 \| 39 \| \| 3 \| Grums IK \| 22 \| 15 \| 2 \| 5 \| 108 \| – \| 67 \| +41 \| 32 \| \| 4 \| Forshaga IF \| 22 \| 12 \| 0 \| 10 \| 95 \| – \| 100 \| −5 \| 24 \| \| 5 \| IK Viking \| 22 \| 10 \| 2 \| 10 \| 88 \| – \| 75 \| +13 \| 22 \| \| 6 \| Deje IK \| 22 \| 10 \| 2 \| 10 \| 110 \| – \| 115 \| −5 \| 22 \| \| 7 \| IFK Munkfors \| 22 \| 10 \| 2 \| 10 \| 79 \| – \| 98 \| −19 \| 22 \| \| 8 \| Uddeholms IF \| 22 \| 8 \| 2 \| 12 \| 91 \| – \| 91 \| 0 \| 18 \| \| 9 \| Mariestads CK \| 22 \| 7 \| 1 \| 14 \| 94 \| – \| 117 \| −23 \| 15 \| \| 10 \| IFK Trollhättan (O) \| 22 \| 5 \| 2 \| 15 \| 64 \| – \| 111 \| −47 \| 12 \| \| 11 \| Kils AIK (O) \| 22 \| 5 \| 2 \| 15 \| 68 \| – \| 143 \| −75 \| 12 \| \| 12 \| Brunskogs HC (O) \| 22 \| 1 \| 0 \| 21 \| 36 \| – \| 181 \| −145 \| 2Nedrykning til Division III 1967-68 \| K: Kampe spillet, V: Vundne kampe, U: Uafgjorte kampe, T: Tabte kampe, Mf: Mål for, Mi: Mål imod, +/-: Måldifference, P: Point |                     |    |    |   |    |     |   |     |      |                                      |
| Nr | Hold                | K  | V  | U | T  | Mf  |   | Mi  | +/-  | P                                    |
| 1 | Färjestads BK (N)   | 22 | 22 | 0 | 0  | 190 | – | 39  | +151 | 44Oprykningsspil                     |
| 2 | IF Karlskoga/Bofors | 22 | 19 | 1 | 2  | 146 | – | 32  | +114 | 39                                   |
| 3 | Grums IK            | 22 | 15 | 2 | 5  | 108 | – | 67  | +41  | 32                                   |
| 4 | Forshaga IF         | 22 | 12 | 0 | 10 | 95  | – | 100 | −5   | 24                                   |
| 5 | IK Viking           | 22 | 10 | 2 | 10 | 88  | – | 75  | +13  | 22                                   |
| 6 | Deje IK             | 22 | 10 | 2 | 10 | 110 | – | 115 | −5   | 22                                   |
| 7 | IFK Munkfors        | 22 | 10 | 2 | 10 | 79  | – | 98  | −19  | 22                                   |
| 8 | Uddeholms IF        | 22 | 8  | 2 | 12 | 91  | – | 91  | 0    | 18                                   |
| 9 | Mariestads CK       | 22 | 7  | 1 | 14 | 94  | – | 117 | −23  | 15                                   |
| 10 | IFK Trollhättan (O) | 22 | 5  | 2 | 15 | 64  | – | 111 | −47  | 12                                   |
| 11 | Kils AIK (O)        | 22 | 5  | 2 | 15 | 68  | – | 143 | −75  | 12                                   |
| 12 | Brunskogs HC (O)    | 22 | 1  | 0 | 21 | 36  | – | 181 | −145 | 2Nedrykning til Division III 1967-68 |

## Syd

### Division II Syd A
| \| Nr \| Hold \| K \| V \| U \| T \| Mf \| \| Mi \| +/- \| P \| \| -- \| ----------------- \| -- \| -- \| - \| -- \| --- \| - \| --- \| ---- \| ------------------------------------- \| \| 1 \| Husqvarna IF \| 18 \| 15 \| 1 \| 2 \| 157 \| – \| 44 \| +113 \| 31Oprykningsspil \| \| 2 \| Tranås AIF \| 18 \| 14 \| 0 \| 4 \| 112 \| – \| 46 \| +66 \| 28 \| \| 3 \| BK Kenty \| 18 \| 12 \| 1 \| 5 \| 84 \| – \| 52 \| +32 \| 25 \| \| 4 \| IFK Norrköping \| 18 \| 10 \| 1 \| 7 \| 80 \| – \| 75 \| +5 \| 21 \| \| 5 \| Nyköpings BIS \| 18 \| 7 \| 2 \| 9 \| 67 \| – \| 73 \| −6 \| 16 \| \| 6 \| IK Sleipner \| 18 \| 6 \| 3 \| 9 \| 74 \| – \| 68 \| +6 \| 15 \| \| 7 \| Vättersnäs IF \| 18 \| 6 \| 3 \| 9 \| 66 \| – \| 83 \| −17 \| 15 \| \| 8 \| Flens IF \| 18 \| 7 \| 1 \| 10 \| 51 \| – \| 86 \| −35 \| 15 \| \| 9 \| IK Stefa (O) \| 18 \| 5 \| 2 \| 11 \| 66 \| – \| 107 \| −41 \| 12Nedrykning til Division III 1967-68 \| \| 10 \| Finspångs AIK (O) \| 18 \| 0 \| 2 \| 16 \| 28 \| – \| 151 \| −123 \| 2Nedrykning til Division III 1967-68 \| K: Kampe spillet, V: Vundne kampe, U: Uafgjorte kampe, T: Tabte kampe, Mf: Mål for, Mi: Mål imod, +/-: Måldifference, P: Point |                   |    |    |   |    |     |   |     |      |                                       |
| Nr | Hold              | K  | V  | U | T  | Mf  |   | Mi  | +/-  | P                                     |
| 1 | Husqvarna IF      | 18 | 15 | 1 | 2  | 157 | – | 44  | +113 | 31Oprykningsspil                      |
| 2 | Tranås AIF        | 18 | 14 | 0 | 4  | 112 | – | 46  | +66  | 28                                    |
| 3 | BK Kenty          | 18 | 12 | 1 | 5  | 84  | – | 52  | +32  | 25                                    |
| 4 | IFK Norrköping    | 18 | 10 | 1 | 7  | 80  | – | 75  | +5   | 21                                    |
| 5 | Nyköpings BIS     | 18 | 7  | 2 | 9  | 67  | – | 73  | −6   | 16                                    |
| 6 | IK Sleipner       | 18 | 6  | 3 | 9  | 74  | – | 68  | +6   | 15                                    |
| 7 | Vättersnäs IF     | 18 | 6  | 3 | 9  | 66  | – | 83  | −17  | 15                                    |
| 8 | Flens IF          | 18 | 7  | 1 | 10 | 51  | – | 86  | −35  | 15                                    |
| 9 | IK Stefa (O)      | 18 | 5  | 2 | 11 | 66  | – | 107 | −41  | 12Nedrykning til Division III 1967-68 |
| 10 | Finspångs AIK (O) | 18 | 0  | 2 | 16 | 28  | – | 151 | −123 | 2Nedrykning til Division III 1967-68  |

### Division II Syd B
| \| Nr \| Hold \| K \| V \| U \| T \| Mf \| \| Mi \| +/- \| P \| \| -- \| ---------------- \| -- \| -- \| - \| -- \| --- \| - \| --- \| ---- \| ------------------------------------- \| \| 1 \| Tingsryds AIF \| 22 \| 18 \| 0 \| 4 \| 161 \| – \| 56 \| +105 \| 36Oprykningsspil \| \| 2 \| Nybro IF (O) \| 22 \| 18 \| 0 \| 4 \| 127 \| – \| 72 \| +55 \| 36 \| \| 3 \| Malmö FF (N) \| 22 \| 16 \| 0 \| 6 \| 106 \| – \| 58 \| +48 \| 32 \| \| 4 \| Sågdalens SK (O) \| 22 \| 14 \| 1 \| 7 \| 101 \| – \| 70 \| +31 \| 29 \| \| 5 \| Östers IF \| 22 \| 12 \| 4 \| 6 \| 110 \| – \| 68 \| +42 \| 28 \| \| 6 \| Norrby IF \| 22 \| 7 \| 3 \| 12 \| 94 \| – \| 109 \| −15 \| 17 \| \| 7 \| Skillingaryds IS \| 22 \| 7 \| 2 \| 13 \| 97 \| – \| 110 \| −13 \| 16 \| \| 8 \| Tyringe SoSS (O) \| 22 \| 6 \| 4 \| 12 \| 65 \| – \| 88 \| −23 \| 16 \| \| 9 \| IF Troja \| 22 \| 7 \| 2 \| 13 \| 76 \| – \| 110 \| −34 \| 16 \| \| 10 \| HC Dalen (O) \| 22 \| 6 \| 2 \| 14 \| 76 \| – \| 142 \| −66 \| 14 \| \| 11 \| Norrahammars GIS \| 22 \| 5 \| 3 \| 14 \| 87 \| – \| 121 \| −34 \| 13Nedrykning til Division III 1967-68 \| \| 12 \| Oskarshamns AIK \| 22 \| 5 \| 1 \| 16 \| 59 \| – \| 155 \| −96 \| 11Nedrykning til Division III 1967-68 \| K: Kampe spillet, V: Vundne kampe, U: Uafgjorte kampe, T: Tabte kampe, Mf: Mål for, Mi: Mål imod, +/-: Måldifference, P: Point |                  |    |    |   |    |     |   |     |      |                                       |
| Nr | Hold             | K  | V  | U | T  | Mf  |   | Mi  | +/-  | P                                     |
| 1 | Tingsryds AIF    | 22 | 18 | 0 | 4  | 161 | – | 56  | +105 | 36Oprykningsspil                      |
| 2 | Nybro IF (O)     | 22 | 18 | 0 | 4  | 127 | – | 72  | +55  | 36                                    |
| 3 | Malmö FF (N)     | 22 | 16 | 0 | 6  | 106 | – | 58  | +48  | 32                                    |
| 4 | Sågdalens SK (O) | 22 | 14 | 1 | 7  | 101 | – | 70  | +31  | 29                                    |
| 5 | Östers IF        | 22 | 12 | 4 | 6  | 110 | – | 68  | +42  | 28                                    |
| 6 | Norrby IF        | 22 | 7  | 3 | 12 | 94  | – | 109 | −15  | 17                                    |
| 7 | Skillingaryds IS | 22 | 7  | 2 | 13 | 97  | – | 110 | −13  | 16                                    |
| 8 | Tyringe SoSS (O) | 22 | 6  | 4 | 12 | 65  | – | 88  | −23  | 16                                    |
| 9 | IF Troja         | 22 | 7  | 2 | 13 | 76  | – | 110 | −34  | 16                                    |
| 10 | HC Dalen (O)     | 22 | 6  | 2 | 14 | 76  | – | 142 | −66  | 14                                    |
| 11 | Norrahammars GIS | 22 | 5  | 3 | 14 | 87  | – | 121 | −34  | 13Nedrykning til Division III 1967-68 |
| 12 | Oskarshamns AIK  | 22 | 5  | 1 | 16 | 59  | – | 155 | −96  | 11Nedrykning til Division III 1967-68 |

## Oprykningsspil
I oprykningsspillet spillede de otte puljevindere om fire oprykningspladser til Division I. De otte hold blev inddelt i to nye puljer med fire hold i hver, og i hver pulje spillede holdene om to oprykningspladser.

### Nord
Oprykningsspil Nord havde deltagelse af vinderne af grundspilspuljerne i regionerne Nord og Øst. Holdene spillede en dobbeltturnering alle-mod-alle om to oprykningspladser til Division I.
| \| Nr \| Hold \| K \| V \| U \| T \| Mf \| \| Mi \| +/- \| P \| \| -- \| ---------------- \| - \| - \| - \| - \| -- \| - \| -- \| --- \| --------------------------------- \| \| 1 \| Strömsbro IF \| 6 \| 4 \| 0 \| 2 \| 28 \| – \| 18 \| +10 \| 8Oprykning til Division I 1967-68 \| \| 2 \| Tegs SK \| 6 \| 4 \| 0 \| 2 \| 28 \| – \| 18 \| +10 \| 8Oprykning til Division I 1967-68 \| \| 3 \| Rönnskärs IF (N) \| 6 \| 2 \| 0 \| 4 \| 25 \| – \| 27 \| −2 \| 4 \| \| 4 \| Tranebergs IF \| 6 \| 2 \| 0 \| 4 \| 18 \| – \| 36 \| −18 \| 4 \| K: Kampe spillet, V: Vundne kampe, U: Uafgjorte kampe, T: Tabte kampe, Mf: Mål for, Mi: Mål imod, +/-: Måldifference, P: Point |                  |   |   |   |   |    |   |    |     |                                   |
| Nr | Hold             | K | V | U | T | Mf |   | Mi | +/- | P                                 |
| 1 | Strömsbro IF     | 6 | 4 | 0 | 2 | 28 | – | 18 | +10 | 8Oprykning til Division I 1967-68 |
| 2 | Tegs SK          | 6 | 4 | 0 | 2 | 28 | – | 18 | +10 | 8Oprykning til Division I 1967-68 |
| 3 | Rönnskärs IF (N) | 6 | 2 | 0 | 4 | 25 | – | 27 | −2  | 4                                 |
| 4 | Tranebergs IF    | 6 | 2 | 0 | 4 | 18 | – | 36 | −18 | 4                                 |

| Kampprogram | Kampprogram   | Kampprogram   | Kampprogram | Kampprogram   |
| Dato        | Hjemmehold    | Udehold       | Resultat    | Perioder      |
| ----------- | ------------- | ------------- | ----------- | ------------- |
| 19. februar | Rönnskärs IF  | Strömsbro IF  | 1–3         | 0-2, 1-0, 0-1 |
| 19. februar | Tranebergs IF | Tegs SK       | 3–2         | 0-1, 2-1, 1-0 |
| 22. februar | Tegs SK       | Rönnskärs IF  | 6–3         | 2-0, 1-1, 3-2 |
| 22. februar | Strömsbro IF  | Tranebergs IF | 7–2         | 1-1, 3-1, 3-0 |
| 26. februar | Strömsbro IF  | Tegs SK       | 1–3         | 1-0, 0-2, 0-1 |
| 26. februar | Tranebergs IF | Rönnskärs IF  | 4–6         | 0-0, 1-4, 3-2 |
| 3. marts    | Tranebergs IF | Strömsbro IF  | 4–3         | 0-0, 1-2, 3-1 |
| 3. marts    | Rönnskärs IF  | Tegs SK       | 2–4         | 2-0, 0-3, 0-1 |
| 5. marts    | Tegs SK       | Tranebergs IF | 10–21       | 5-1, 2-0, 3-1 |
| 5. marts    | Strömsbro IF  | Rönnskärs If  | 7–5         | 2-2, 1-2, 4-1 |
| 12. marts   | Rönnskärs IF  | Tranebergs IF | 8–3         | 3-1, 5-1, 0-1 |
| 12. marts   | Tegs SK       | Strömsbro IF  | 3–7         | 0-2, 2-3, 1-2 |

### Syd
Oprykningsspil Syd havde deltagelse af vinderne af grundspilspuljerne i regionerne Vest og Syd. Holdene spillede en dobbeltturnering alle-mod-alle om to oprykningspladser til Division I.
| \| Nr \| Hold \| K \| V \| U \| T \| Mf \| \| Mi \| +/- \| P \| \| -- \| ----------------- \| - \| - \| - \| - \| -- \| - \| -- \| --- \| --------------------------------- \| \| 1 \| Tingsryds AIF \| 6 \| 4 \| 1 \| 1 \| 34 \| – \| 24 \| +10 \| 9Oprykning til Division I 1967-68 \| \| 2 \| Färjestads BK (N) \| 6 \| 4 \| 1 \| 1 \| 32 \| – \| 25 \| +7 \| 9Oprykning til Division I 1967-68 \| \| 3 \| Husqvarna IF \| 6 \| 2 \| 0 \| 4 \| 17 \| – \| 38 \| −21 \| 4 \| \| 4 \| Fagersta AIK \| 6 \| 1 \| 0 \| 5 \| 33 \| – \| 29 \| +4 \| 2 \| K: Kampe spillet, V: Vundne kampe, U: Uafgjorte kampe, T: Tabte kampe, Mf: Mål for, Mi: Mål imod, +/-: Måldifference, P: Point |                   |   |   |   |   |    |   |    |     |                                   |
| Nr | Hold              | K | V | U | T | Mf |   | Mi | +/- | P                                 |
| 1 | Tingsryds AIF     | 6 | 4 | 1 | 1 | 34 | – | 24 | +10 | 9Oprykning til Division I 1967-68 |
| 2 | Färjestads BK (N) | 6 | 4 | 1 | 1 | 32 | – | 25 | +7  | 9Oprykning til Division I 1967-68 |
| 3 | Husqvarna IF      | 6 | 2 | 0 | 4 | 17 | – | 38 | −21 | 4                                 |
| 4 | Fagersta AIK      | 6 | 1 | 0 | 5 | 33 | – | 29 | +4  | 2                                 |

| Kampprogram     | Kampprogram   | Kampprogram   | Kampprogram | Kampprogram   |
| Dato            | Hjemmehold    | Udehold       | Resultat    | Perioder      |
| --------------- | ------------- | ------------- | ----------- | ------------- |
| 19. februar     | Fagersta AIK  | Färjestads BK | 3–4         | 2-1, 1-1, 0-2 |
| 19. februar     | Husqvarna IF  | Tingsryds AIF | 15–10       | 1-2, 1-5, 3-3 |
| 22. februar     | Tingsryds AIF | Fagersta AIK  | 4–3         | 3-1, 0-1, 1-1 |
| 22. februar     | Färjestads BK | Husqvarna IF  | 3–1         | 0-1, 3-0, 0-0 |
| 26. februar     | Tingsryds AIF | Färjestads BK | 3–3         | 1-1, 2-1, 0-1 |
| 26. februar     | Husqvarna IF  | Fagersta AIK  | 2–1         | 0-1, 1-0, 1-0 |
| 3. marts        | Färjestads BK | Tingsryds AIF | 6–2         | 3-1, 2-1, 1-0 |
| 3. marts        | Fagersta AIK  | Husqvarna IF  | 12–01       | 4-0, 5-0, 3-0 |
| 5. marts        | Husqvarna IF  | Färjestads BK | 6–3         | 3-0, 1-0, 2-3 |
| 5. marts        | Fagersta AIK  | Tingsryds AIF | 4–6         | 0-2, 2-2, 2-2 |
| 10. - 12. marts | Färjestads BK | Fagersta AIK  | 13–10       | 5-4, 2-4, 6-2 |
| 10. - 12. marts | Tingsryds AIF | Husqvarna IF  | 9–3         | 4-0, 2-4, 6-2 |